# Guerra de Independência dos Estados Unidos
A Guerra de Independência dos Estados Unidos, Guerra Revolucionária Americana, Guerra Americana da Independência, Guerra da Revolução Americana, ou simplesmente Guerra Revolucionária nos Estados Unidos, foi um conflito armado entre o Reino da Grã-Bretanha e as Treze Colônias na América do Norte, que haviam declarado sua independência como os Estados Unidos da América. Logo após a Guerra dos Sete Anos, começou a crescer nas colônias britânicas na América um sentimento de descontentamento com a metrópole, baseado em diferenças filosóficas e políticas exacerbadas com o azedamento dos laços entre a Coroa e os povos da colônia. Após a introdução da Lei do selo de 1765, os Patriotas (como se chamavam os americanos pró-independência) protestaram contra a ideia de "tributação sem representatividade" e iniciaram boicotes contra os ingleses; um grupo conhecido como "Filhos da Liberdade" acabou destruindo um carregamento de chá no ancoradouro de Boston. O governo britânico respondeu fechando os portos da cidade e passou medidas punitivas contra Massachusetts. Os colonos, por sua vez, instituíram as "Resoluções de Suffolk", estabelecendo um governo paralelo para tentar tirar dos ingleses o controle das áreas fora da cidade de Boston. Representantes das colônias americanas estabeleceram então o Congresso Continental para coordenar os esforços de resistência e estabelecer comitês e convenções para efetivamente tomar o poder.
Em abril de 1775, os britânicos tentaram desarmar as milícias rebeldes que tomaram a zona rural de Massachusetts, precipitando o primeiro confronto armado da guerra. Os milicianos americanos então cercaram Boston e, finalmente, em março de 1776, forçaram os ingleses a evacuar. Ao mesmo tempo, os revolucionários tentaram invadir Quebec para tentar trazer os canadenses ao conflito, mas falharam. A 2 de julho de 1776, com a escalada da violência por todas as Treze Colônias, o Congresso Continental votou por independência, proclamando-a dois dias depois, em 4 de julho. Sir William Howe, comandante do exército britânico nas Colônias estadunidenses, ordenou um contra-ataque e suas forças lançaram uma invasão ao norte, conquistando a cidade de Nova Iorque e partes de Nova Jérsei, abalando a moral dos revolucionários americanos. Contudo, vitórias rebeldes em Trenton e Princeton restauraram a confiança na causa americana. Em 1777, os britânicos, sob comando do general John Burgoyne, lançaram uma grande campanha para limpar de rebeldes os estados de Nova Iorque e Vermont, isolando a região da Nova Inglaterra. O comando inglês, porém, não agiu de forma coesa, com o general Howe preferindo realizar uma campanha própria, capturando a Filadélfia. Sem apoio, Burgoyne acabou sendo derrotado na decisiva Batalha de Saratoga, em outubro de 1777.
O resultado da campanha de Saratoga foi importante, pois convenceu a França (rival da Inglaterra) a entrar no conflito ao lado dos americanos em 1778. No ano seguinte, a Espanha, através do Pacte de Famille, se aliou aos franceses e aos americanos. Os britânicos tiveram de mudar de estratégia, com o general Charles Cornwallis movendo tropas para uma ampla campanha no sul, onde a presença lealista era mais forte, porém isto não se traduziu em vantagem. Em 1780, as tensões cresceram e ameaçaram escalar o conflito para longe do continente americano, por exemplo com a deflagração da Guerra Anglo-Holandesa. Os ingleses começaram a sofrer uma série de reveses (como na importante Batalha de Cowpens), forçando Cornwallis a recuar até Yorktown, na Virgínia, onde planejou uma evacuação. Então, a marinha francesa derrotou a armada britânica em Chesapeake, cortando a rota de fuga dos ingleses. Um exército franco-americano, sob comando de Jean-Baptiste de Rochambeau, o conde de Rochambeau, e George Washington marchou sobre Yorktown e forçou a rendição de Cornwallis e suas tropas.
A guerra nas Treze Colônias sempre dividiu opiniões no Parlamento Britânico, com os Whigs se opondo aos Tories, estes últimos favoráveis à continuação do conflito. Após a rendição de Cornwallis, em outubro de 1781, o movimento antiguerra na Inglaterra ganhou força. Em 1782, os parlamentares britânicos votaram por encerrar todas as operações militares na América do Norte, embora as hostilidades que haviam se alastrado na Europa continuassem; o Reino Unido afinal derrotaria os espanhóis em Gibraltar e na Batalha do Cabo de São Vicente, enquanto também venciam os franceses na Batalha de Saintes. Na Índia, o Reino de Mysore havia se aliado aos franceses contra a Inglaterra, mas o conflito por lá só terminou em 1784. Em 3 de setembro de 1783, os dois principais beligerantes assinaram o Tratado de Paris, formalmente encerrando a guerra, onde o Reino Unido reconheceu a soberania dos Estados Unidos como uma nação independente. O envolvimento da França no conflito se mostrou decisivo para a vitória americana, mas, no geral, os franceses ganharam muito pouco e viram sua economia entrar em colapso. A Espanha foi outra que, apesar de estar no lado dos vitoriosos, não conseguiu conquistar muita coisa. Os holandeses, que também estavam em guerra contra a Inglaterra, acabaram sofrendo grandes perdas financeiras e territoriais.

## Causas

### Impostos

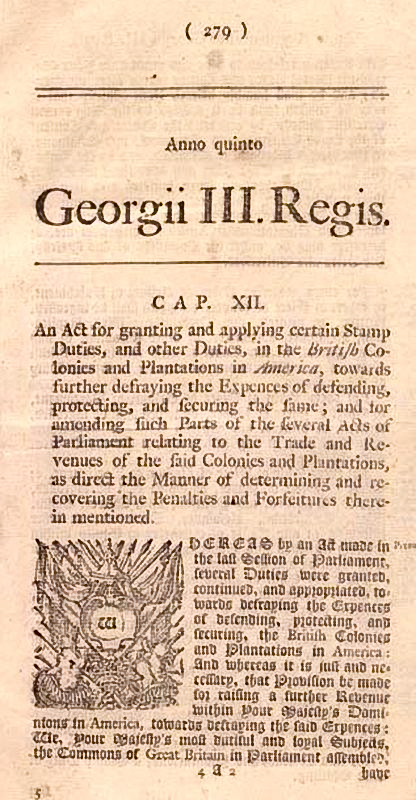
Um jornal de 1765 falando sobre a Lei do Selo

Ao fim da Guerra dos Sete Anos, em 1763 (e a Guerra Franco-Indígena), o Reino Unido da Grã-Bretanha emergiu triunfante contra a França na América do Norte, mas terminou muito endividado. Os impostos na Inglaterra já estavam muito altos e foi decidido que os colonos americanos deveriam contribuir mais. O Parlamento britânico então aprovou a Lei do selo de março de 1765, que colocou uma taxação direta sobre as colônias que começou formalmente em 1 de novembro. O novo imposto irritou os colonos americanos, que argumentavam que os seus "direitos como ingleses" significavam que novos impostos não podiam ser cobrados deles, pois eles não tinham representação no Parlamento. Naquele momento, na verdade, muitos colonos rejeitavam a solução de representatividade afirmando que suas "circunstâncias locais" tornavam isso impossível.
A resistência civil impediu que a lei do selo fosse implementada e boicotes a produtos britânicos entraram em vigor. Esta resistência foi inesperada e gerou uma "irritação violenta e natural" entre os britânicos.
Uma mudança de governo na Grã-Bretanha acabou por revogar a lei do selo, mas o novo parlamento aprovou a Lei Declaratória de 1766, que dizia que "as colônias e plantações na América eram, são e serão subordinadas e dependentes da Coroa Imperial e do Parlamento do Reino Unido".
Os americanos declararam que leis internas impostas a eles, como a lei do selo, eram ilegais, mas não as externas, como taxas nos serviços de alfândega. Em 1767, o Parlamento britânico passou uma lei criando as chamadas Tarifas Townshend, que instituiu taxas sobre vários bens britânicos exportados para as colônias. Os americanos denunciaram isso como ilegal também, já que o objetivo destas tarifas era aumentar a renda do Estado e não regulamentar o comércio.
Em 1768 a violência começou a tomar conta de Boston, a cidade com os maiores portos da região da Nova Inglaterra. Um dos motivos das queixas eram as atitudes anticontrabando tomadas pelo governo britânico e o envio de quatro mil soldados ingleses para ocupar a cidade. O Parlamento em Londres ameaçou decretar os cidadãos de Massachusetts como traidores. Os colonos americanos não se intimidaram e formaram associações para boicotar bens britânicos, embora menos eficientes que antes, pois as tarifas Townshend eram muito usadas. Em março de 1770, cinco colonos em Boston foram mortos quando soldados ingleses abriram fogo contra uma multidão que protestava em frente à casa do governador real. Esta ação foi considerada ultrajante pelas Treze Colônias. Em 1770, o Parlamento tentou aplacar os americanos ao revogar todos os impostos, menos o do chá.
Em 1773, em um esforço para resgatar financeiramente a Companhia Britânica das Índias Orientais, os ingleses tentaram aumentar as vendas de chá reduzindo seu preço e nomearam certos comerciantes na América para receber este produto e vendê-lo. Todas as colônias resistiram a isso e quando o governador de Massachusetts permitiu que os navios de chá permanecessem ancorados em Boston, colonos americanos destruíram as caixas de chá que estavam nestas embarcações.

### Crise

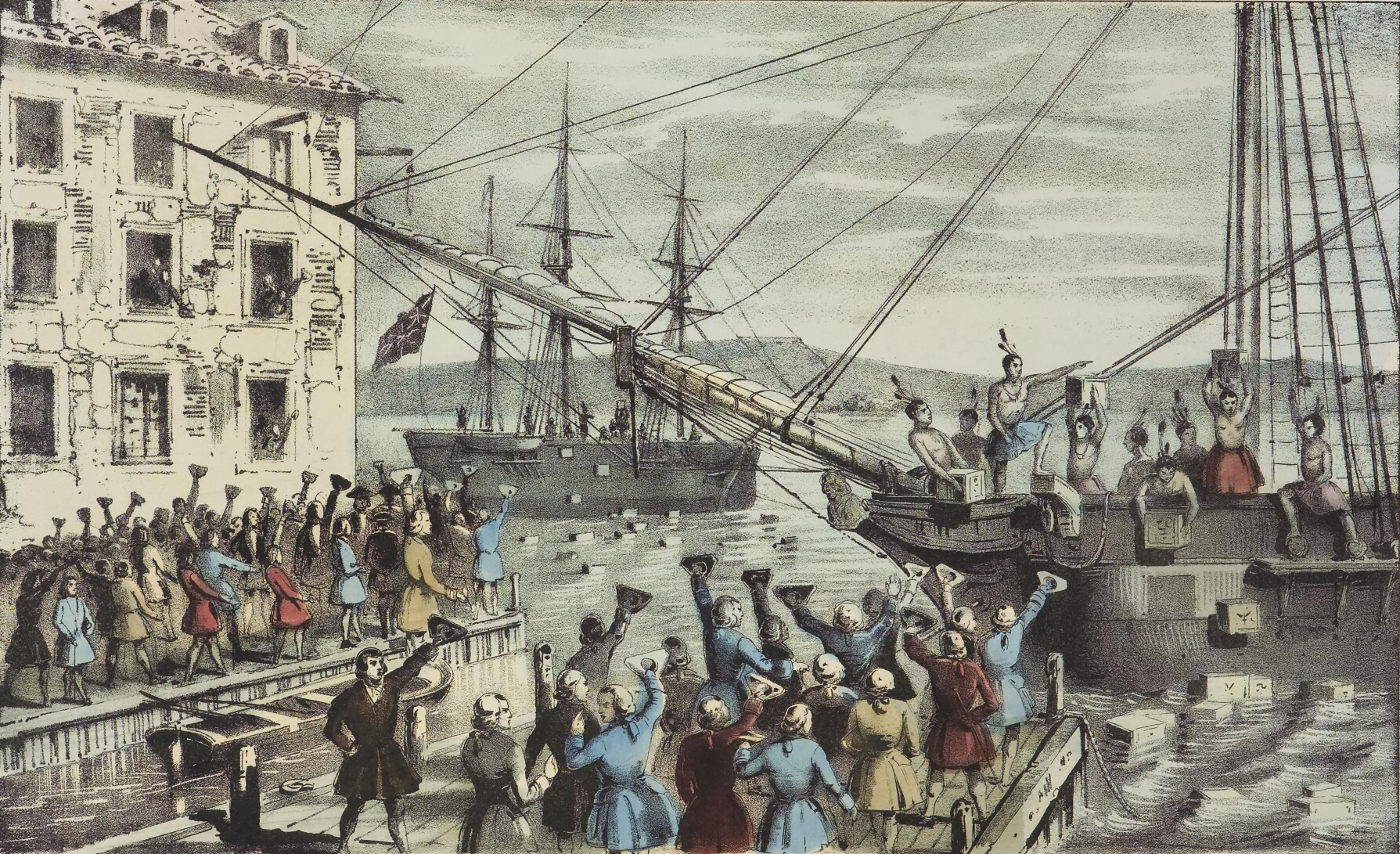
Litografia de 1846 por Nathaniel Currier chamada A Destruição do Chá no Porto de Boston"; o termo "Boston Tea Party" ("Festa do Chá de Boston") ainda não era usado para descrever o evento. Ao contrário da forma como Currier apresentou, eram muito poucos os homens fantasiados como índios naquele dia

Ninguém foi realmente punido pela "Festa do Chá de Boston", mas em 1774 o Parlamento Britânico ordenou que o porto de Boston fosse fechado até que o prejuízo do chá perdido fosse pago. Foi então aprovada a "Lei de Governo de Massachusetts" para punir e mandar uma mensagem para a Colônia. Com essa lei, a câmara alta da legislatura de Massachusetts seria apontada diretamente pela Coroa Britânica, como já era o caso das colônias de Nova Iorque e Virgínia. O governador real seria capaz de apontar e remover qualquer juiz, xerife e outros oficiais executivos, além de restringir as sessões do legislativo. Jurados seriam selecionados pelos xerifes e soldados britânicos acusados de crimes seriam julgados fora da colônia. Essas medidas, que também incluíam proibir manifestações públicas contrárias à Coroa e que atingiam outras liberdades individuais e coletivas, foram descritas como as "Leis Intoleráveis" pelos patriotas americanos (como eram chamados os revoltosos americanos pró-independência).
Apesar de estas ações não serem sem precedente (Massachusetts já havia sido colocada sob lei marcial em 1691), a população americana das colônias havia ficado revoltada. Lideranças populares e políticas americanas se reuniram e decidiram não cooperar com as autoridades britânicas. Em outubro de 1774, um congresso provincial (que pela lei inglesa era ilegal) foi estabelecido para tomar controle do governo em áreas não ocupadas por tropas britânicas em Massachusetts, especialmente nos arredores de Boston. Com as tensões aumentando, milícias populares começaram a ser formadas.
Enquanto isso, em setembro de 1774, representantes de todas as Treze Colônias reuniram-se no Primeiro Congresso Continental para arranjar uma maneira de responder à crise. O Congresso rejeitou seguir o "Plano de União", que estabeleceria um parlamento na América que aprovaria ou desaprovaria as ações do parlamento britânico em Londres. Ao invés disso, eles preferiram adotar as Resoluções Suffolk e exigiram que fossem revogadas todas as leis parlamentares impostas pelos ingleses desde 1763, ou seja, não queriam que apenas as taxas sobre o chá e as "Leis Intoleráveis" fossem revogadas, mas diversas outras também. Eles afirmaram que o parlamento britânico não tinha autoridade para legislar na América, mas eles aceitariam regulamentações no comércio, incluindo deveres alfandegários para beneficiar o Império. Eles também queriam que o Reino Unido reconhecesse que a decisão unilateral de estacionar tropas nas colônias em tempos de paz era um "ato contra a lei". Apesar de o Congresso não ter nenhum poder legalmente falando, eles estabeleceram a formação dos comitês Patriotas que iriam supervisionar um boicote a produtos britânicos nas colônias, a partir de 1 de dezembro de 1774.
Ainda assim, os britânicos não se intimidaram. O político anglo-irlandês Edmund Burke propôs uma lei no Parlamento para revogar todos os Atos introduzidos pelos parlamentares ingleses a que os americanos se opunham e pedia para os britânicos renunciarem ao direito de recolher as receitas dos impostos no continente, mas tal lei foi reprovada no Parlamento por uma boa margem. Os parlamentares então votaram por restringir todo o comércio colonial com a Grã-Bretanha, impedir os direitos dos americanos de pescar em Terra Nova e Labrador, e autorizaram um aumento da presença militar na América do Norte para seis mil homens. Em fevereiro de 1775 o primeiro-ministro britânico Frederick North propôs que nenhum novo imposto fosse feito sobre as colônias se estas pagassem "contribuições fixas". Isso garantiria os direitos das colônias sobre taxas de futuros infringimentos, enquanto permitia que eles contribuíssem financeiramente para o bem do Império Britânico. Este projeto, porém, foi igualmente rejeitado pelo Congresso Continental americano em julho, considerado como uma "manobra insidiosa". Naquele momento, ao fim de 1774, a situação chegava a um ponto de ruptura, com hostilidades entre tropas britânicas e cidadãos armados americanos se tornando comuns e se intensificando cada vez mais.

### Política interna britânica
Durante este período, os britânicos não apresentaram uma postura unificada para lidar com os americanos revoltosos. O Parlamento da Grã-Bretanha era, nesse tempo, informalmente dividido entre os conservadores (Tory) e os liberais (Whig). Os Whigs favoreciam um tratamento mais brando para com os colonos (mas não independência) enquanto os Tories defendiam veementemente os direitos do Parlamento. Os Whigs acreditavam que os conservadores estavam empurrando os americanos para uma rebelião, enquanto os Tories diziam que a leniência dos Whig (como a campanha deles para revogar a Lei do Selo) estaria fazendo a mesma coisa. Muitos Whigs se identificavam com a causa dos rebeldes americanos, o que os Tories achavam que iria encorajar os colonos a se revoltar. O resultado foi que, apesar de o governo Tory do Lorde North ter maioria no parlamento, os Whigs sempre apareciam para se opor a todas as suas políticas. Enquanto isso, comandantes militares simpáticos aos Whigs na América, como Sir William Howe e seu irmão, o almirante Howe, eram questionados pelos Tories e lealistas (americanos leais à Coroa) por não apoiarem tão vigorosamente o esforço de guerra.

## Primeira fase: 1775–1778

### Começo da Guerra (1775–76)

#### Massachusetts

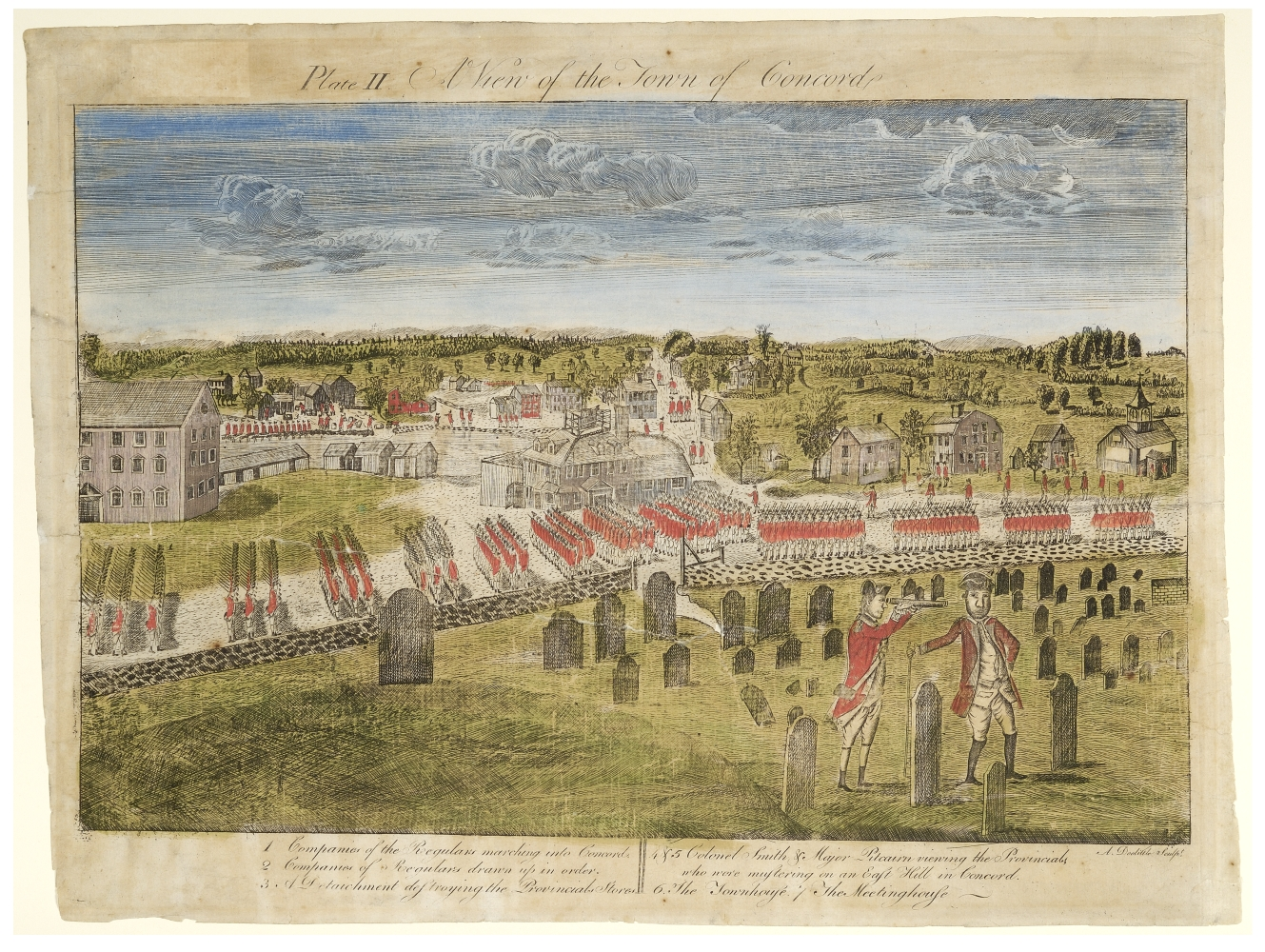
Tropas britânicas marchando em Concord, na colônia de Massachusetts, em abril de 1775

Em fevereiro de 1775, o parlamento britânico declarou Massachusetts em estado de rebelião. O tenente-general Thomas Gage, o comandante-em-chefe das tropas inglesas na América do Norte, comandou quatro regimentos (cerca de quatro mil homens) para o seu quartel-general em Boston, mas o restante da zona rural estava nas mãos dos revolucionários. Em 14 de abril, ele recebeu ordens de desarmar os rebeldes e prender os seus líderes.
No anoitecer de 18 de abril de 1775, o general Gage enviou setecentos homens para tomar paióis de munição da milícia colonial na cidade de Concord, Massachusetts. Um grupo de homens a cavalo, incluindo Paul Revere, partiu para a zona rural e foi alertar seus colegas revolucionários que os ingleses estavam chegando. Assim, quando as tropas britânicas se aproximaram de Lexington na manhã de 19 de abril, eles encontraram 77 milicianos americanos em uma posição defensiva. Um intenso, porém curto, tiroteio se seguiu, terminando na morte de diversos rebeldes. Os britânicos então partiram para Concord, onde uma força de três companhias do exército britânico enfrentou cerca de quinhentos colonos e acabou sendo repelido. Os ingleses recuaram para Boston, sendo emboscados ao longo do caminho pelos insurgentes americanos, que infligiu a eles severas perdas até que a chegada de reforços salvou o que sobrou da tropa britânica. Assim, no que ficou conhecido como as batalhas de Lexington e Concord, a guerra nas Colônias americanas havia começado.

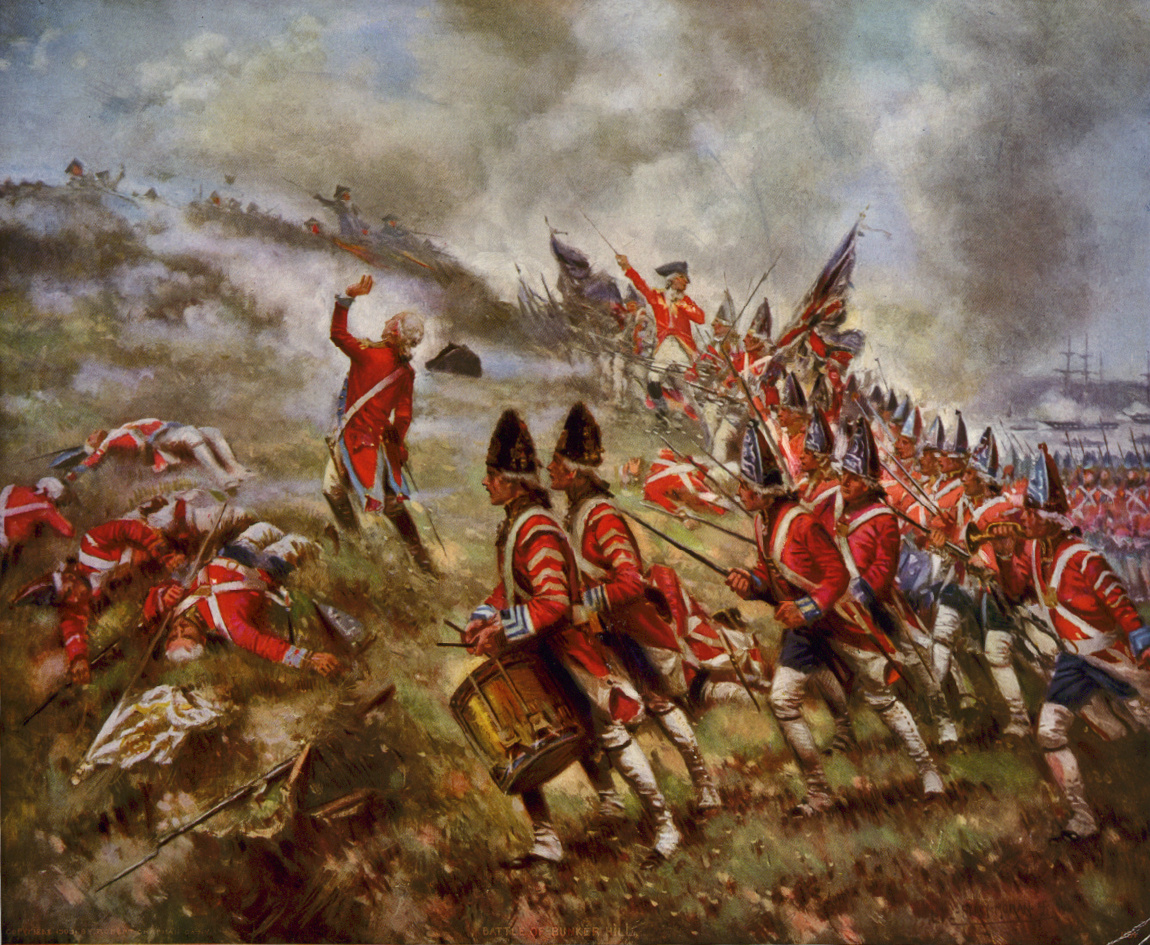
Os britânicos avançam em Bunker Hill, por Percy Moran

As milícias coloniais americanas seguiram para Boston e cercaram as tropas britânicas na cidade. Cerca de 4 500 reforços ingleses chegaram pelo mar e a 17 de junho de 1775 tropas britânicas, sob comando do general William Howe, marcharam na península de Charlestown e derrotaram os americanos na Batalha de Bunker Hill. Esta vitória foi custosa, pois os ingleses, em vez de atacarem de múltiplas direções para usar sua superioridade numérica, preferiram um ataque frontal. Os colonos tiveram de recuar, mas os britânicos perderam mais de mil homens (entre mortos e feridos). A vitória em Bunker Hill acabou não quebrando o cerco sobre Boston. Gage foi então substituído por Howe como comandante-em-chefe das forças britânicas no continente. O general Gage escreveu para o Secretário de Guerra em Londres: "Essa gente [os rebeldes] mostra um espírito e uma conduta contra nós que nunca mostrou contra os franceses. [...] Eles estão agora animados de raiva e entusiasmo tão grandes quanto um povo pode e você deve proceder rápido ou desistir deste negócio. Um pequeno corpo agindo em um ponto não vai ceder, você deve ter grandes exércitos criando distrações de vários lados, dividindo as forças deles. As perdas que sofremos são maiores do que podemos suportar. Exércitos pequenos não podem sofrer essas quantidades de baixas, especialmente quando os ganhos conquistados tendem a ser não mais significativos do que tomar uma posição".
Em julho de 1775, George Washington, recém-apontado general, chegou às cercanias de Boston para assumir o controle das forças coloniais e organizar o exército continental. Percebendo que suas forças tinham pouca pólvora, Washington pediu por mais suprimentos. Arsenais foram atacados e pequenas linhas de produção foram feitas para tentar fazer mais pólvora; 90% dos suprimentos (907 184 kg) foram importados ao final de 1776, a maior parte da França. Os patriotas em New Hampshire já haviam capturado grandes quantidades de pólvora, mosquetes e canhões no Forte William e Mary, no porto de Portsmouth, ao fim de 1774. Uma parte desses suprimentos foi usada na campanha de Boston.
A luta pelo controle de Boston e suas regiões vizinhas prosseguiu em um impasse durante o outono e inverno de 1775. Durante este período, o general Washington estava surpreso pela inabilidade de Howe de atacar sua pequena e mal armada força. Em março de 1776, canhões capturados pelos rebeldes no Forte Ticonderoga foram levados a Boston pelo coronel Henry Knox e colocados nas fortificações das colinas de Dorchester. Já que agora a artilharia americana podia observar por sobre as posições britânicas, a situação de Howe começou a ficar insustentável e assim as tropas britânicas de ocupação tiveram de abandonar Boston em 17 de março de 1776, partindo pelo mar até a cidade de Halifax, no Canadá. Washington então moveu suas tropas do exército continental para reforçar os colonos em Nova Iorque.

#### Quebec

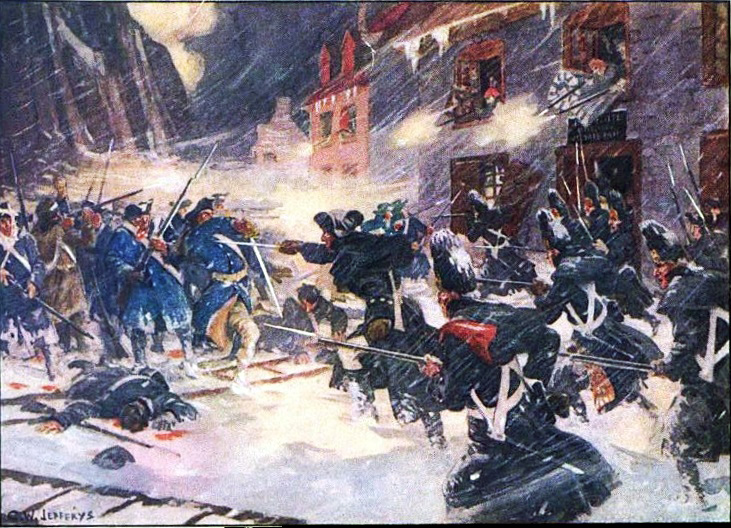
Militares britânicos e tropas provinciais repelindo um ataque americano a Sault-au-Matelot, Canadá, em dezembro de 1775

Três semanas após o começo do cerco de Boston, os Green Mountain Boys ("Garotos da Montanha Verde"), uma milícia liderada por Ethan Allen e Benedict Arnold, capturaram o Forte Ticonderoga, um ponto estratégico no Lago Champlain entre Nova Iorque e Quebec. Depois eles também atacaram o Forte St. John, perto de Montreal, o que alarmou a população e as autoridades por lá. Em resposta, o governador da província de Quebec, Guy Carleton, começou a fortificar as posições defensivas da região e abriu negociações com os iroqueses e outras tribos indígenas nativo-americanas. Essas ações, combinadas com o lobbying por parte de Allen e Arnold, além do medo de um ataque inglês pelo norte, acabou persuadindo o Congresso Continental a autorizar a invasão de Quebec, com o objetivo de expulsar as tropas britânicas da região.
A 28 de março de 1775, uma coluna de 1 700 milicianos americanos marchou, sob comando do general Richard Montgomery, com o objetivo de tomar o Forte St. Jean e abrir caminho, liderando a invasão. Em meados de novembro, os americanos já haviam chegado a Montreal. O governador Carleton fugiu então para a cidade de Quebec e começou a preparar as defesas para um ataque iminente. Uma segunda expedição, liderada pelo coronel Benedict Arnold veio pelas florestas ao norte de Maine. A logística era difícil, com 300 homens desertando e outros 200 perecendo devido às condições difíceis (a força inicial tinha um pouco mais de 1 100 combatentes). Quando Arnold chegou à cidade de Quebec, em novembro, ele tinha apenas 600 homens em condições de lutar. As tropas de Montgomery então se juntaram às dele e foi travada a batalha de Quebec de 31 de dezembro. Os britânicos e canadenses, contudo, liderados por Carleton, derrotaram os americanos e forçaram o seu recuo. Montgomery acabou morrendo, Arnold ficou ferido e outros 400 homens foram feitos prisioneiros. O que sobrou das tropas americanas dispersou e fugiu de volta aos Estados Unidos apenas na primavera de 1776.
Os americanos fariam outra tentativa de chegar até Quebec, mas foram detidos em Trois-Rivières a 8 de junho de 1776. Carleton então lançou um contra-ataque em outubro no norte de Nova Iorque e derrotou as forças de Benedict Arnold na ilha de Valcour, próximo ao lago Champlain. Arnold recuou então até o Forte Ticonderoga, o ponto de onde a primeira expedição, um ano antes, tinha saído. Embora a invasão do Canadá pelos americanos tenha sido um fracasso, os esforços de Arnold em 1776 detiveram o que poderia ser uma maciça contraofensiva britânica.
A invasão americana do Canadá porém teve um efeito mais negativo perante a opinião pública britânica e minou a base de apoio dos americanos pelos liberais ingleses. Enquanto boa parte da população do Canadá permaneceu leal ao Reino Unido, alguns cidadãos em Quebec mostraram-se simpáticos aos americanos. Mas o apoio igualmente foi embora quando os estadunidenses começaram a adotar medidas mais duras para deter supostos lealistas. Os americanos continuariam a ver Quebec como uma parte do seu território, reivindicando-o nos chamados Artigos da Confederação.

#### Expulsão de oficiais reais

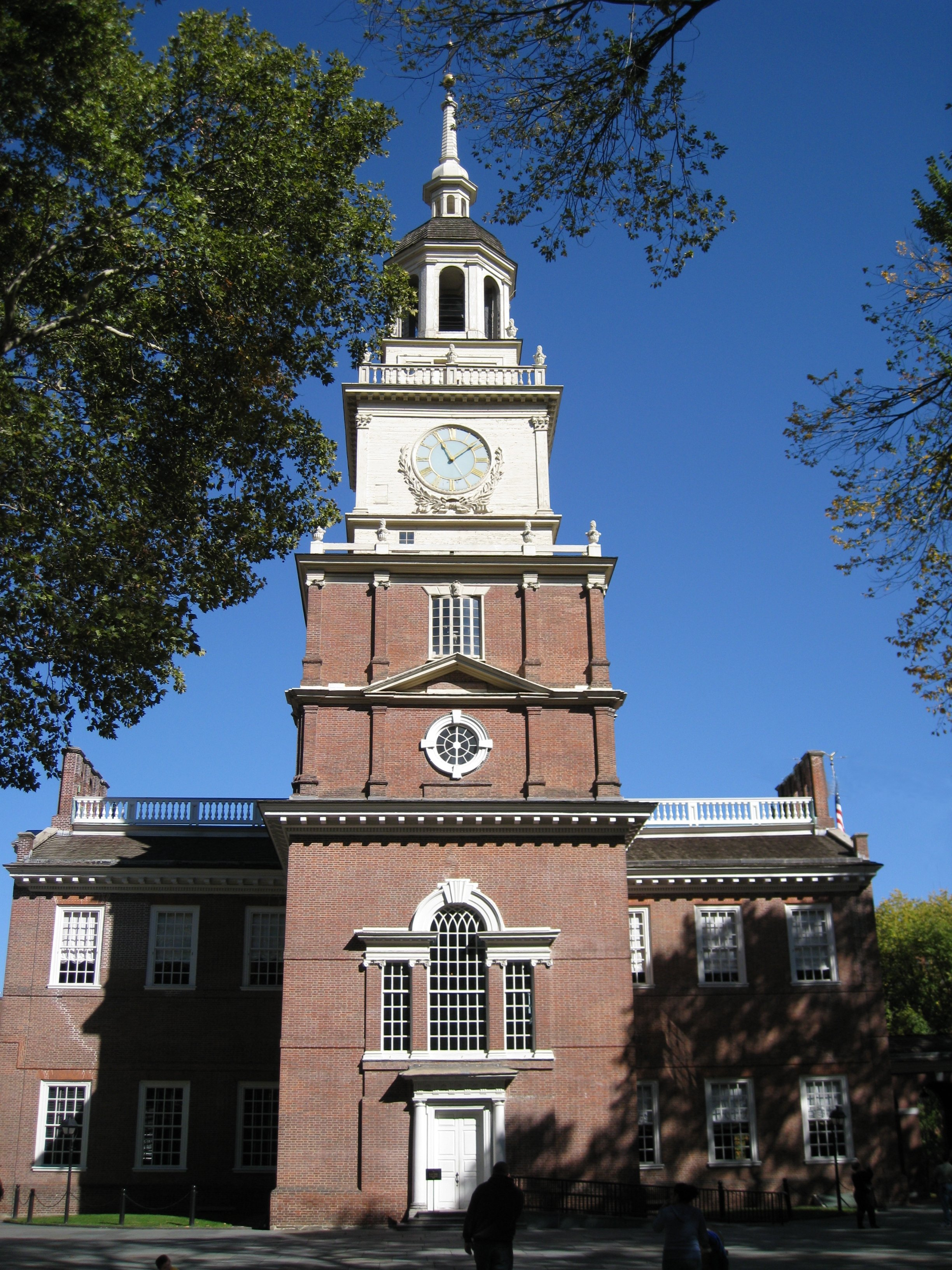
O Independence Hall, na Filadélfia, um dos prédios mais importantes na história americana. Aqui foi assinado a Declaração da Independência e a Constituição do país

No começo do conflito, os britânicos tinham uma presença militar significativa apenas em Boston, embora esta força tenha sido evacuada em meados de 1776. Os Patriotas americanos em todas as Treze Colônias foram rápidos em estabelecer novos governos revolucionários ao redor dos comitês e organizações criadas entre 1774 e 1775. Governadores e oficiais da Coroa não tinham poder de deter a rebelião e em muitos lugares foram forçados a fugir. Em vários lugares, os patriotas tinham energia e eram apoiados pela população irritada, enquanto os lealistas estavam intimidados e eram pouco organizados, sem apoio do exército britânico.

#### Escritos lealistas
Durante a guerra, muitos textos escritos por lealistas afirmavam que eles eram a maioria da população e isso influenciou as políticas feitas por Londres, que acreditavam que poderiam reunir grandes exércitos entre a população ainda leal à Coroa britânica. Em meados de 1780, os lealistas ainda se enganavam e também à Inglaterra a respeito da sua suposta grande base de apoio.
Os patriotas haviam superado os lealistas na "Campanha da Neve", na região dos Apalaches, na Carolina do Sul, ao fim de 1775. O governador da Virgínia, o Lorde Dunmore, tentou reunir uma força de lealistas mas não teve muito sucesso e acabou sendo derrotado na batalha de Great Bridge de dezembro de 1775. Já em fevereiro de 1776, o general britânico Henry Clinton levou dois mil soldados e uma esquadra naval para apoiar os lealistas na província da Carolina do Norte. Mas ele deu meia-volta ao saber que os lealistas já haviam sido derrotados na batalha de Moore's Creek Bridge. Em junho, ele tentou tomar Charleston, na Carolina do Sul, onde ficavam os maiores portos do país, mas o ataque falhou quando sua frota naval foi detida pelas fortificações costeiras dos rebeldes americanos.
Além das Treze Colônias, nenhum outro território britânico nas Américas se rebelou contra sua metrópole.

#### Reação britânica
O rei inglês, Jorge III, emitiu a Proclamação da Rebelião em agosto de 1775 e falou ao Parlamento em 26 de outubro de 1775. Ele denunciou os "autores e incentivadores desta conspiração desesperada" que tinha "inflamado o povo na América ... e para infundir em suas mentes um sistema de opiniões repugnante para a verdadeira constituição das colônias, e sua relação subordinada à Grã-Bretanha". Ele detalhou o método para sufocar a revolta, incluindo o envio de uma força estrangeira (de soldados de Hesse-Kassel). O discurso do rei foi apoiado por ambas as casas do Parlamento. No Segundo Congresso Continental de 8 de julho de 1775, os americanos enviaram uma petição (a chamada Olive Branch Petition) diretamente ao rei inglês pedindo para que ele revertesse as políticas duras dos seus ministros sobre as colônias e mediasse a disputa. Mas o Parlamento rejeitou a petição, vendo-a como insincera. O Parlamento então votou uma moção para impor um bloqueio naval às Treze Colônias. É estipulado que a popularidade da guerra no Reino Unido chegou ao seu auge em 1777. O próprio rei assumiu maior controle da situação liderando o esforço de guerra, apesar da oposição de alguns políticos a isso, como o primeiro-ministro North e os líderes civis das forças armadas. O rei rejeitava qualquer possibilidade de independência para as colônias na América.
Separadamente, o Parlamento Irlandês (um estado cliente da Inglaterra) jurou lealdade à Coroa e concordou com a retirada das tropas da Irlanda para ajudar a derrotar a rebelião na América. A maioria dos protestantes irlandeses era contra a guerra e favorecia os americanos, mas os católicos apoiavam o rei inglês. A Revolução Americana foi a primeira guerra em que foi permitido que os católicos irlandeses servissem no exército britânico.
Militarmente, o Reino Unido agiu de forma lenta e ineficaz no começo da rebelião em 1775 e por volta de 1776 a situação em Boston já era uma causa perdida; naquela altura, os britânicos já haviam perdido o controle daquela região. Desde a Revolução Gloriosa, o exército britânico havia sido mantido em um tamanho relativamente pequeno, para evitar que ele fosse usado politicamente pelo rei. Para se preparar para a guerra na América, os britânicos tiveram de iniciar campanhas de recrutamento na Grã-Bretanha e na Irlanda e também contrataram mercenários de alguns países alemães pequenos. Mas com o desejo do rei de poupar dinheiro, a administração do exército foi ineficiente. Depois de um ano, só no verão de 1776 os britânicos conseguiram enviar um exército coeso de 32 mil soldados, sob a liderança do general William Howe. Naquele período, foi a maior força militar enviada pelo Reino Unido para fora da Europa na sua história.
Com o conflito aumentando de intensidade e os britânicos mandando mais tropas para a América, representantes de cada uma das Treze Colônias se reuniram novamente na Filadélfia para o Segundo Congresso Continental. Desta vez, a possibilidade de negociar com a Inglaterra foi ignorada. O Congresso, por uma boa margem, votou por independência total e declarou formalmente sua emancipação em 4 de julho de 1776.

### Campanhas de 1776–77

#### Nova Iorque

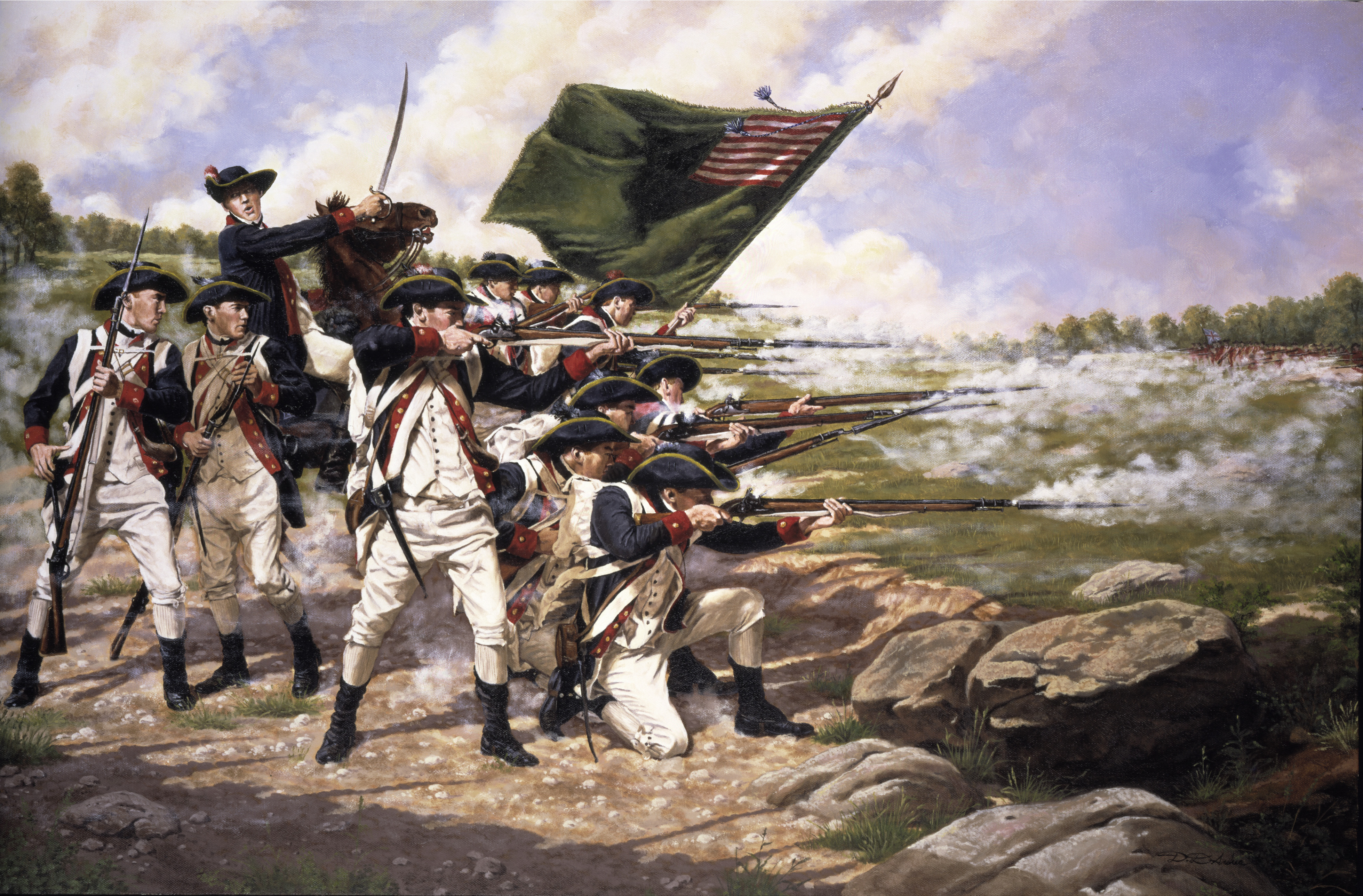
Soldados americanos lutando na Batalha de Long Island, de 1776

Após se retirar de Boston, o general Howe focou em capturar a cidade de Nova Iorque. As tropas britânicas então chegaram a Staten Island e cruzaram o porto rumo a Manhattan em 30 de junho de 1776. A região foi tomada sem muito resistência. Para defender a cidade, o general George Washington espalhou suas forças ao longo do porto de Nova Iorque, concentrando-se em Long Island e Manhattan. Enquanto os soldados ingleses e tropas de Hesse-Kassel se reuniam, Washington leu aos seus homens e aos habitantes da região a Declaração de Independência do seu novo país, a fim de encorajá-los.
A posição de Washington era particularmente perigosa, pois ele tinha que dividir suas tropas entre Manhattan e Long Island, sem que nenhuma delas fosse páreo numericamente ou em qualidade com os milhares de soldados ingleses que marchavam. Analistas militares afirmam que Howe poderia ter cercado e destruído o exército de Washington, mas o general inglês preferiu um ataque frontal a Long Island. Os britânicos desembarcaram 22 mil homens em Long Island ao fim de agosto de 1776 e impuseram então uma grande derrota ao Exército Continental, matando 300 rebeldes americanos e capturando outros mil, forçando a retirada dos que sobraram até o bairro de Brooklyn Heights (Nova Iorque). Ao invés de perseguir o inimigo em fuga, Howe se deteve, afirmando que queria poupar a vida dos seus homens de mais uma dura batalha ao bater de frente com as fortificações americanas. Washington reforçou então suas posições, mas pessoalmente organizou a retirada do seu exército inteiro e todos os suprimentos para além do rio East. Enquanto isso, ventos desfavoráveis preveniram a chegada de mais navios ingleses que poderiam bloquear a fuga de Washington.
Em Staten Island, a 11 de setembro, a possibilidade de paz negociada foi explorada. Os ingleses sinalizavam que poderiam revogar ou revisar várias leis, se a autoridade da Grã-Bretanha fosse reconhecida. Os americanos, contudo, não aceitariam que a sua Declaração de Independência fosse rejeitada.
Howe continuou suas ofensivas em setembro, desembarcando 12 mil soldados na parte baixa de Manhattan, assumindo o controle total da cidade de Nova Iorque. Os americanos continuaram recuando até as colinas de Harlem, onde montaram uma linha de defesa e detiveram o avanço inglês a 16 de setembro. Em 21 de setembro, começou o grande incêndio de Nova Iorque. Os patriotas americanos foram culpados pelo incidente, embora não houvesse provas que afirmassem isso. Em 12 de outubro, os britânicos tentaram cercar as forças americanas, mas fracassaram pois Howe decidiu desembarcar suas forças em uma ilha que poderia ser facilmente isolada. Os americanos evacuaram toda a região de Manhattan e em 28 de outubro foi travada a batalha de White Plains contra os ingleses que os perseguiam. Howe novamente cometeu vários erros estratégicos e não atacou o grosso do exército de Washington, que estava vulnerável, e ao invés disso atacou as colinas sem muito valor estratégico.
Washington continuou recuando e Howe retornou para Manhattan e capturou o Forte Washington em meados de novembro de 1776, fazendo três mil prisioneiros. Os britânicos começaram então um sistema de "navios-prisão", mantendo milhares de prisioneiros nas embarcações, que eram tomadas por doenças e falta de materiais de subsistência. Estima-se que mais pessoas tenham morrido de doenças e maus tratos do que efetivamente em combate.
Howe então enviou o general Henry Clinton com seis mil homens até Newport, Rhode Island, e estes não enfrentaram resistência no caminho. Clinton havia se oposto a essa movimentação, acreditando que seus soldados seriam mais úteis se colocados ao longo do rio Delaware, onde eles poderiam ter infligido aos americanos baixas irreparáveis.

#### Nova Jérsei

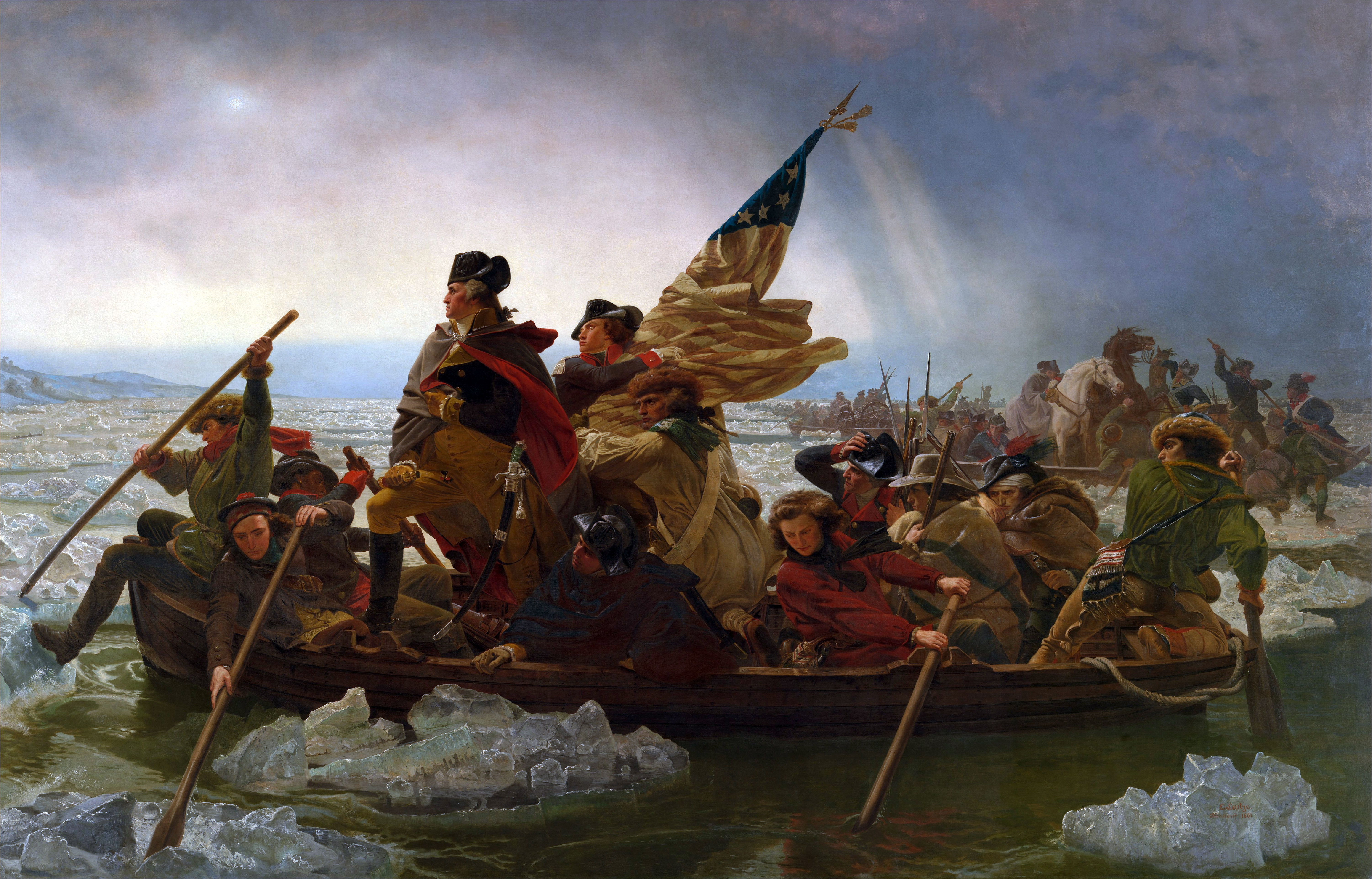
Famosa pintura de Emanuel Leutze retratando Washington cruzando o Delaware

O general inglês Charles Cornwallis continuou a perseguição ao exército de Washington através de Nova Jérsei, mas Howe ordenou que ele se detivesse, dando aos americanos a chance de fugir para além do rio Delaware até a Pensilvânia em 7 de dezembro. Howe decidiu não persegui-lo além do rio, mesmo testemunhando a situação precária do exército continental. Os americanos estavam sofrendo, não apenas por sua inabilidade de deter o inimigo, mas pela falta de suprimento e doenças. Washington tinha menos de cinco mil homens prontos para lutar. O Congresso continental então fugiu da Filadélfia, mas milícias começaram a ser formadas nas regiões rurais.
Howe decidiu dividir suas forças em Nova Jérsei em pequenos destacamentos que eram vulneráveis e se aproximavam das tropas de Washington. Os americanos decidiram partir para a ofensiva, com Washington cruzando o rio Delaware com seus homens no anoitecer de 25 para 26 de dezembro, capturando cerca de mil militares hessianos na decisiva Batalha de Trenton. Cornwallis marchou para tentar retomar Trenton, mas antes foi derrotado pelos homens de Washington. No dia seguinte, 3 de janeiro de 1777, os americanos infligiram outra importante derrota aos ingleses na Batalha de Princeton, fazendo mais de 200 prisioneiros. Howe decidiu recuar e deixou Nova Jérsei para Washington. Analistas dizem que esta decisão foi precipitada, pois os britânicos ainda estavam em maior número. Washington entrou então na cidade de Morristown. Sua série de vitórias havia reanimado a causa americana e deu novo ânimo às tropas. Durante todo o inverno de 1777, as milícias americanas em Nova Jérsei continuaram a importunar os britânicos e hessianos em suas posições ao longo do rio Raritan. Em abril de 1777, Washington estava impressionado com o fato de que Howe não contra-atacava e não fazia esforço de atacar seu exército, que era mais fraco que o dele.

### Campanhas de 1777–78

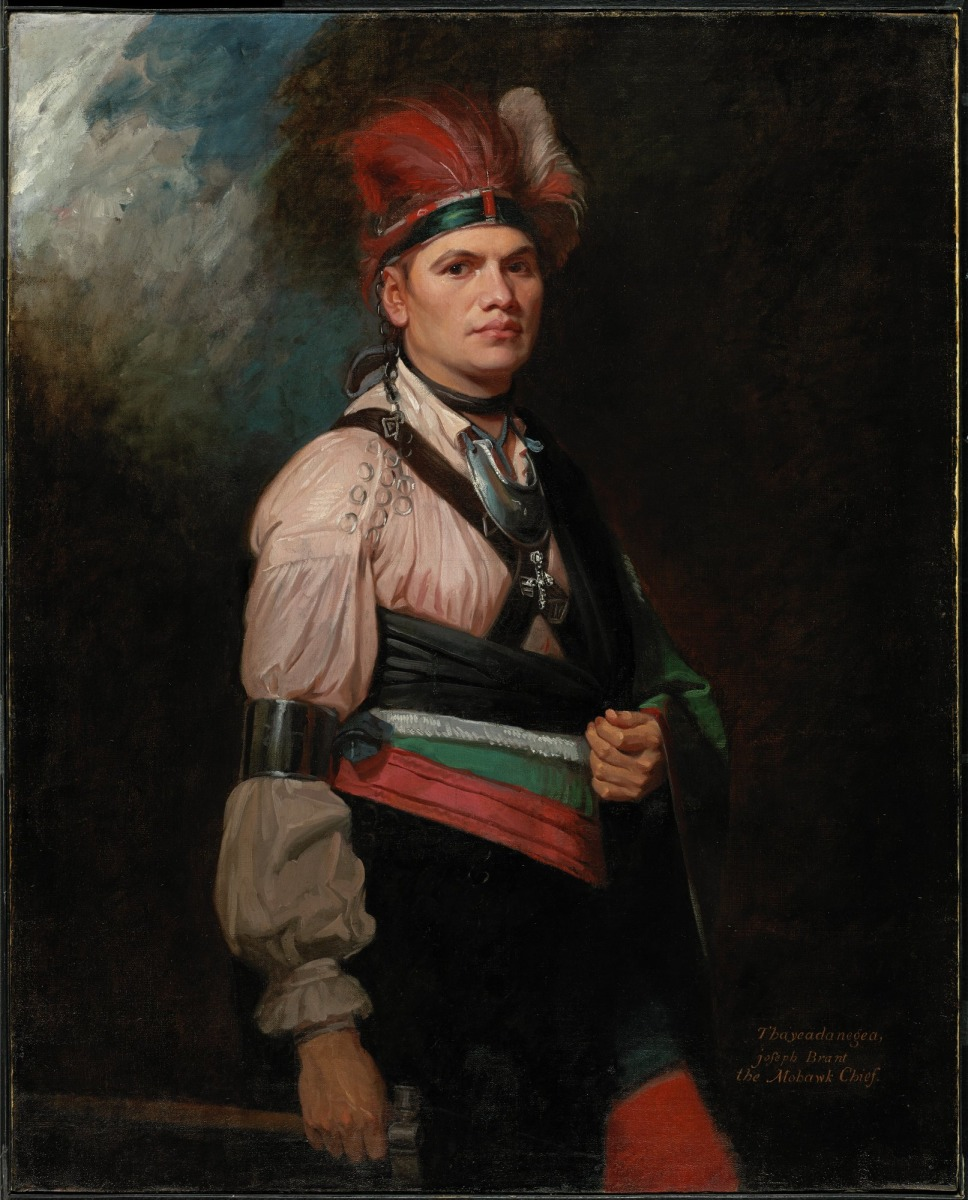
O líder Mohawk Joseph Brant liderou nativos americanos e brancos lealistas em batalha

Quando os britânicos começaram a planejar as campanhas de 1777, eles possuíam dois grandes exércitos na América do Norte: uma tropa em Quebec (sob comando de John Burgoyne) e as forças de Howe em Nova Iorque. Em Londres, George Germain, Secretário de Estado para as colônias, aprovou as ofensivas destes exércitos para convergir sobre Albany, Nova Iorque, com o propósito de dividir a Colônia em duas, mas nenhuma ordem expressa foi dada a Howe, que desenvolvia seus próprios planos. Em novembro de 1776, Howe pediu por muitos reforços para que ele pudesse atacar as cidades de Filadélfia e Albany, e a região da Nova Inglaterra. Como nenhum reforço chegou, o general Howe modificou sua estratégia e decidiu tomar apenas Filadélfia. Germain aprovou isso, acreditando que o sucesso de Howe daria tempo para coordenar os esforços com as tropas ainda no norte. Howe, por outro lado, optou por mandar seus homens sobre a Filadélfia pelo mar na baía de Chesapeake, em vez de pegar as rotas mais curtas por terra via Nova Jérsei ou ainda através da baía de Delaware. Assim, ele não seria capaz de ajudar Burgoyne quando necessário.

#### Norte de Nova Iorque

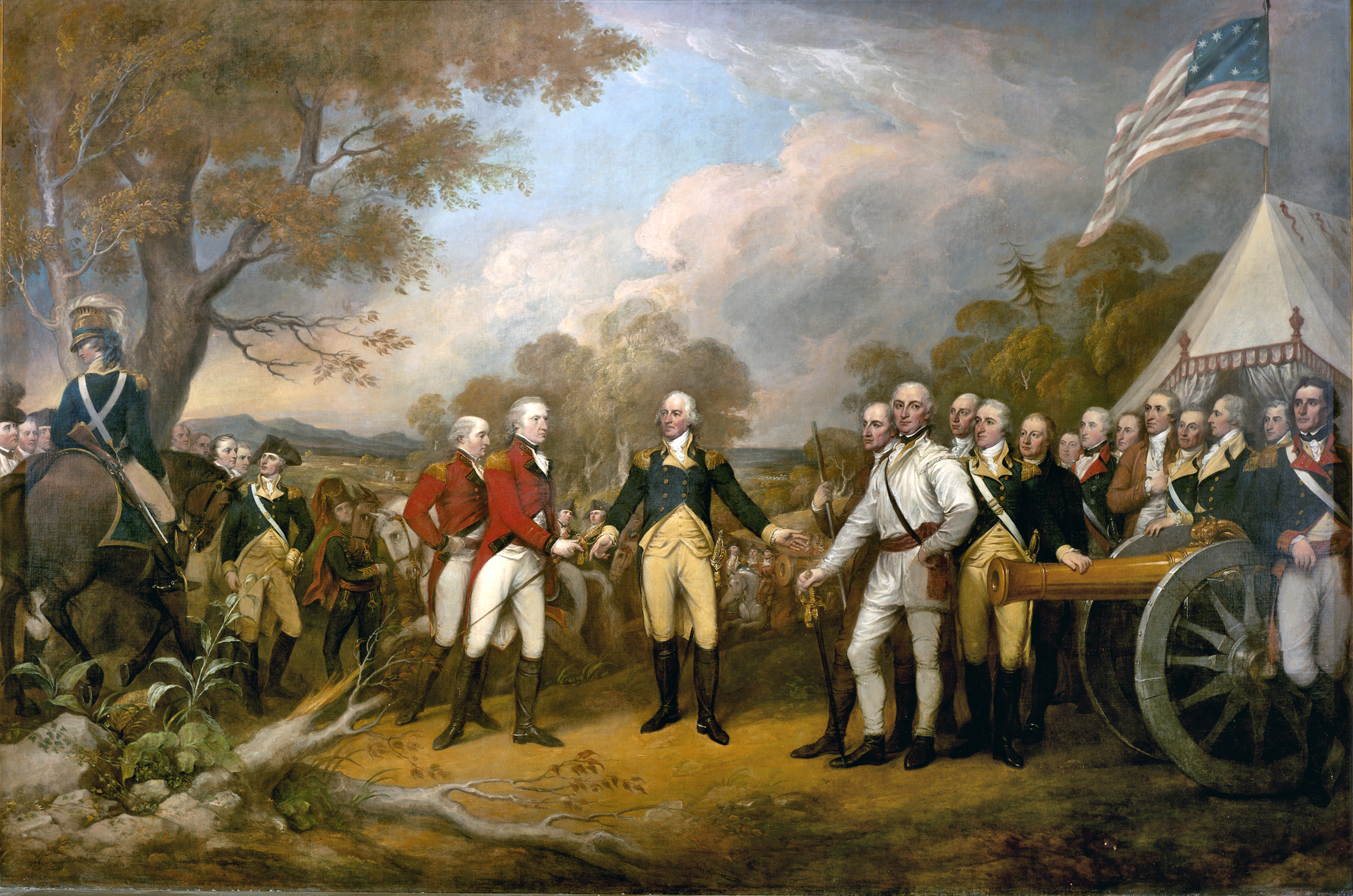
A rendição dos britânicos em Saratoga

Uma das primeiras campanhas lançadas em 1777 foi uma expedição que saiu de Quebec, liderada pelo general John Burgoyne. O objetivo era abrir um corredor entre o lago Champlain e o rio Hudson, efetivamente isolando a região da Nova Inglaterra do resto das Colônias. A ofensiva de Burgoyne tinha dois componentes: ele lideraria oito mil soldados até o lago Champlain em direção à cidade de Albany, no estado de Nova Iorque, enquanto uma segunda coluna de dois mil homens, liderados por Barry St. Leger, se moveria ao sul do rio Mohawk e então se juntaria a Burgoyne em Albany.
Burgoyne partiu em junho de 1777 e em julho já havia retomado o forte Ticonderoga. Os americanos então derrubaram árvores e destruíram o terreno da região, atrasando o avanço inglês. Um destacamento britânico foi enviado para buscar suprimentos, mas foi derrotado por uma milícia americana na Batalha de Bennington em agosto, privando Burgoyne de pelo menos mil soldados.
Enquanto isso, o general Barry St. Leger (cuja metade da tropa era de índios americanos liderados por Sayenqueraghta) cercou o Forte Stanwix. Milicianos americanos e alguns índios aliados foram em socorro do forte, mas foram detidos na batalha de Oriskany. Uma segunda expedição americana chegou, desta vez liderada por Benedict Arnold. Os índios que apoiavam St. Leger o abandonaram, forçando-o a deixar o cerco ao Forte Stanwix e retornar para Quebec.

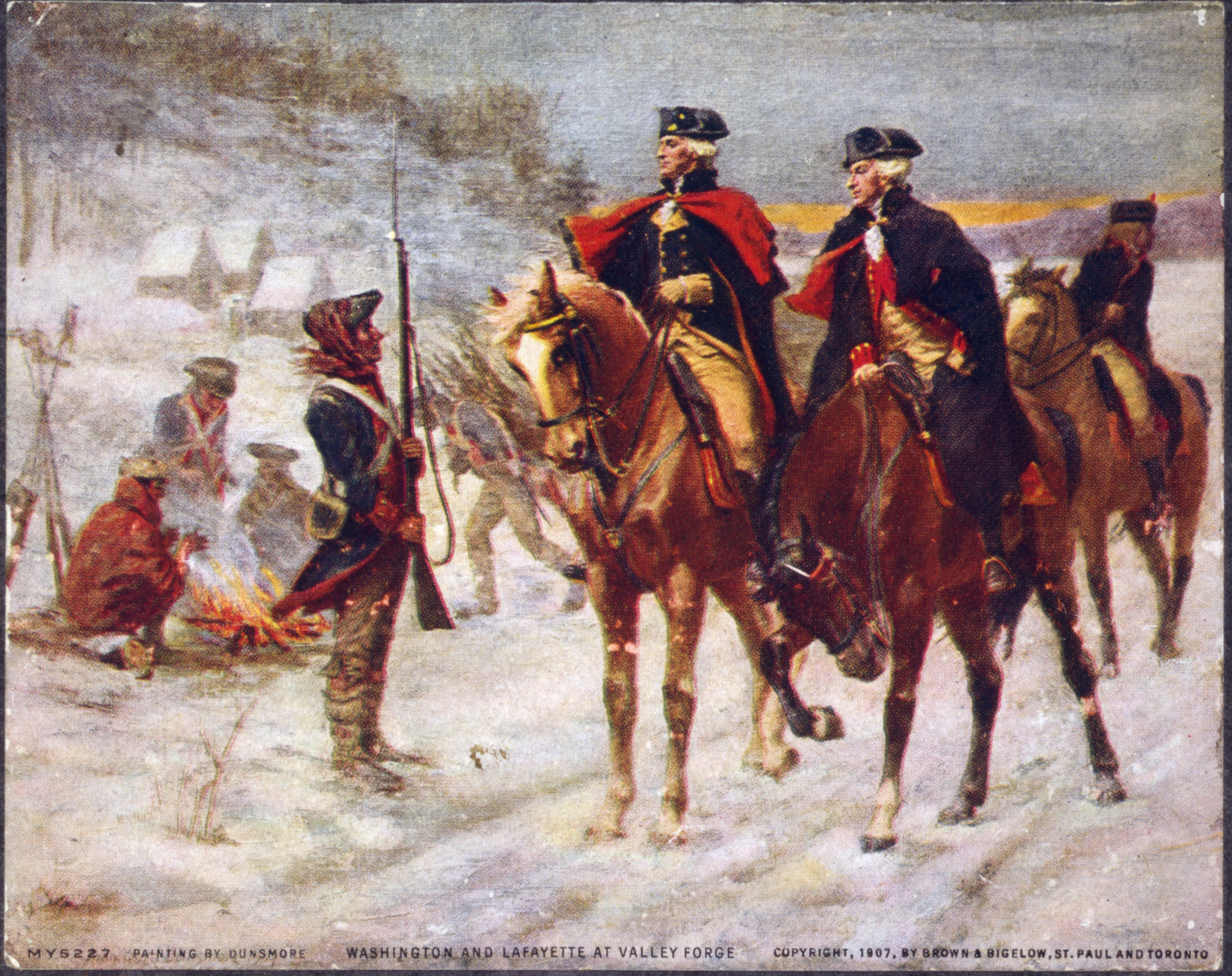
O general Washington e o Marquês de La Fayette com suas tropas no Vale Forge

O exército de Burgoyne havia sido reduzido para seis mil homens após a batalha de Bennington e também pela necessidade de manter o forte Ticonderoga guarnecido. Além disso, ele também sofria com a falta de suprimentos. Apesar destes retrocessos, ele estava determinado a marchar até Albany. Os americanos reuniram um exército de oito mil soldados, sob comando dos generais Horatio Gates e Benedict Arnold, que haviam se entrincheirado a 16 km ao sul de Saratoga, em Nova Iorque. Burgoyne tentou flanquear os americanos, mas foi detido a 19 de setembro de 1777. A situação foi ficando desesperadora para John Burgoyne, mas ele ainda esperava ajuda por parte do exército de Howe que estava estacionado na cidade de Nova Iorque. Contudo, os reforços nunca vieram, uma vez que Howe estava ocupado com sua ofensiva em direção à Filadélfia. As únicas tropas que chegaram foram mais reforços dos americanos, que tinham um exército de 11 mil homens no começo de outubro. A conclusão da Batalha de Saratoga veio em 7 de outubro, quando o último esforço britânico para romper as linhas americanas terminou em fracasso. Dez dias depois, Burgoyne se rendeu junto com seus soldados.
O general inglês Henry Clinton, que estava na cidade de Nova Iorque, tentou fazer uma manobra distrativa para chamar a atenção dos americanos e ajudar Burgoyne, no começo de outubro, capturando dois fortes rebeldes no condado de Orange, mas teve que recuar desta posição ao saber da rendição de Burgoyne.
A vitória americana em Saratoga foi o ponto crucial da guerra para os rebeldes. A ocupação de Nova Iorque e Filadélfia pelas forças do general inglês Howe havia sido um golpe para a moral dos americanos, mas depois de Saratoga, a determinação e confiança dos patriotas aumentou consideravelmente. Porém mais importante foi o fato de esta vitória ter convencido a França a entrar em uma aliança aberta com os americanos, após dois anos de apoio secreto em pequena escala. Assim, a guerra começou a ficar complicada para a Inglaterra.

#### Pensilvânia

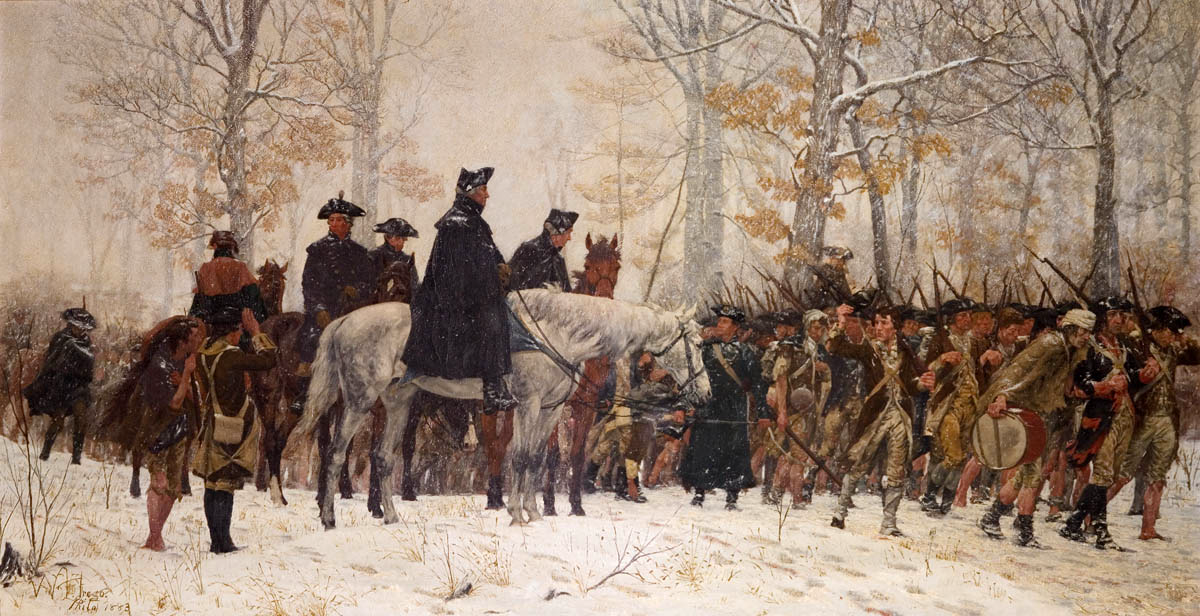
A marcha para o vale Forge, por William B. T. Trego

Howe começou sua campanha em junho de 1777 em uma série de manobras na província de Nova Jérsei, que apesar de forçar o recuo do general Washington acabou não destruindo seus exércitos, o que se provaria importante. Ele começou a se mover para o norte até a baía de Chesapeake, desembarcando 15 mil soldados na região em 25 de agosto nas cercanias do rio Elk. Washington posicionou seus 11 mil homens na margem oposta do rio Brandywine, formando uma longa linha defensiva para a Filadélfia, mas Howe acabou derrotando-o em batalha a 11 de setembro de 1777. Observadores franceses afirmaram que o fracasso de Howe foi não saber usar sua vitória e não perseguir Washington, preferindo ignorá-lo e marchar em direção à Filadélfia.
O Congresso Continental abandonou a Filadélfia e a 26 de setembro de 1777, Howe marchou na cidade enfrentando pouquíssima oposição. Howe enviou parte do seu exército para tomar o Forte Mifflin. A 4 de outubro, Washington tentou quebrar as linhas inglesas com um ataque surpresa em Germantown, na Pensilvânia. Howe não tinha uma posição favorável e seus homens não esperavam um ataque direto. Ainda assim, erros estratégicos americanos impediram o sucesso de Washington, que foi forçado a recuar, sofrendo pesadas baixas.
As forças de Howe e Washington se enfrentaram novamente na Batalha de White Marsh em dezembro. Novamente, apesar do sucesso britânico, Howe não conseguiu capitalizar e não destruiu as tropas de Washington e nem as perseguiu. Washington e seu exército acamparam no Vale Forge em dezembro de 1777, a cerca de 32 km da Filadélfia, onde ficaram pelos seis meses seguintes se reorganizando. No inverno, 2 500 homens (de dez mil) morreram devido a doenças e vários outros ficaram incapacitados, reduzindo sua força de combate para apenas quatro mil soldados em bom estado. Já as tropas de Howe estavam confortáveis na Filadélfia e não fizeram qualquer esforço para avançar sobre a debilitada tropa americana. Na primavera, o exército que emergiu do Vale Forge estava em melhor ordem do que antes, graças a um novo programa de treinamento feito pelo barão prussiano Friedrich von Steuben, um oficial experiente que passou suas habilidades e técnicas aos americanos.
Historiadores debatem se os ingleses não aproveitaram a oportunidade de conquistar uma vitória militar entre 1776 e 1777. Argumenta-se que o general Howe cometeu um erro crucial ao não marchar contra as forças americanas no Vale Forge. A tropa rebelde que estava lá, naquele momento, estava debilitada e não ofereceria muita resistência. Se fossem sobrepujados, os americanos não teriam como montar um segundo exército e a guerra no norte estaria praticamente perdida.
Howe havia submetido sua demissão em outubro de 1777; até que as autoridades em Londres aceitassem seu pedido de dispensa, ele ficou estacionado na Filadélfia. Naquela altura, o seu exército tinha o dobro do tamanho do de Washington, mas com a memória da desastrosa batalha de Bunker Hill ainda na cabeça o fez hesitar e ele não avançou contra as forças americanas entrincheiradas. O general Clinton o substituiu como comandante-em-chefe das tropas britânicas na América do Norte em 24 de maio de 1778.

## Intervenção estrangeira

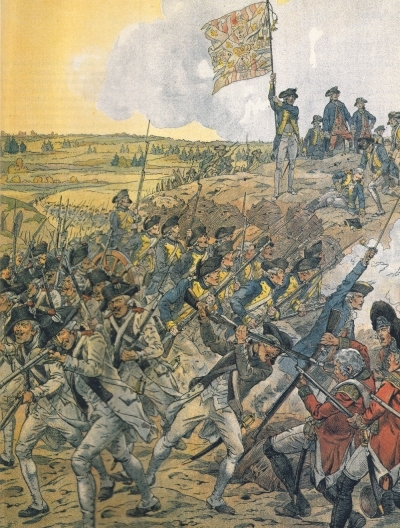
Soldados franceses atacando uma guarnição inglesa na Batalha de Yorktown

Na primavera de 1776, a França e a Espanha começaram a informalmente se envolver na guerra de independência dos Estados Unidos. O almirante francês Latouche Tréville entregou suprimentos, armas e munições aos americanos. Thomas Jefferson encorajava as boas relações com os franceses. Armas como os canhões de Valliere foram importantes para os americanos em batalhas como as travadas em Saratoga. Após saber desta última vitória, a França temia que os britânicos fizessem as pazes com os americanos e então poderiam se voltar juntos contra os franceses. Em particular, o rei francês Luís XVI estava alarmado com relatórios que sugeriam que a Inglaterra estava pretendendo fazer enormes concessões às colônias e então poderia partir para dominar as terras francesas e espanholas nas Índias Ocidentais. Para contrariar isso, ele concluiu o Tratado de Aliança com os Estados Unidos a 6 de fevereiro de 1778, com os americanos se comprometendo com uma independência total com relação à Inglaterra. Naquela altura, os franceses estavam apenas dando ajuda indireta e em materiais aos Estados Unidos, com apoio dos espanhóis, mas com o novo tratado eles se comprometiam em ir à guerra. Os britânicos responderam retirando seu embaixador de Paris, com as hostilidades entre as duas nações europeias começando de fato em 17 de junho de 1778.
Em 1776, o Conde de Aranda atuou como representante do governo espanhol no encontro com uma comissão americana formada por Benjamin Franklin, Silas Deane e Arthur Lee. O Congresso continental enviou esta comissão à Europa para forjar alianças com as nações da região, buscando apoio a fim de romper o bloqueio naval britânico na costa da América do Norte. Aranda convidou os membros da comissão americana até sua casa em Paris, com ele agindo como embaixador da Espanha e apoiador da luta das colônias inglesas por emancipação. Ele defendia uma maior ação por parte das autoridades espanholas em ajuda aos rebeldes americanos. Contudo, ele era contrariado por José Moñino, Conde de Floridablanca, que queria uma abordagem diferente para a situação. Jerónimo Grimaldi, embaixador espanhol na França, enviou uma carta para o americano Arthur Lee, que estava em Madri para conseguir apoio para a rebelião. Grimaldi disse para Lee: "você considerou a sua situação, não a nossa. O momento atual ainda não é favorável a nós. A guerra com Portugal — a França despreparada e nossos navios com tesouros vindos da América do Sul não chegando — faz o tempo inoportuno para a guerra". Enquanto isso, Grimaldi assegurou a Lee que os suprimentos prometidos chegariam a Nova Orleães e Havana para os americanos, e novos suprimentos estavam sendo reunidos em Bilbao.
A Espanha finalmente entrou na guerra contra o Reino Unido na América em junho de 1779, através do Tratado de Aranjuez. O governo espanhol ajudava os americanos com materiais desde o início das hostilidades, mas não reconhecia os Estados Unidos como um país emancipado. A República Holandesa, que também ajudava as colônias americanas em rebelião desde 1776, declarou guerra à Inglaterra ao fim de 1780, reconhecendo os Estados Unidos diplomaticamente como nação.

## Segunda fase: 1778–1781

### Políticas britânicas

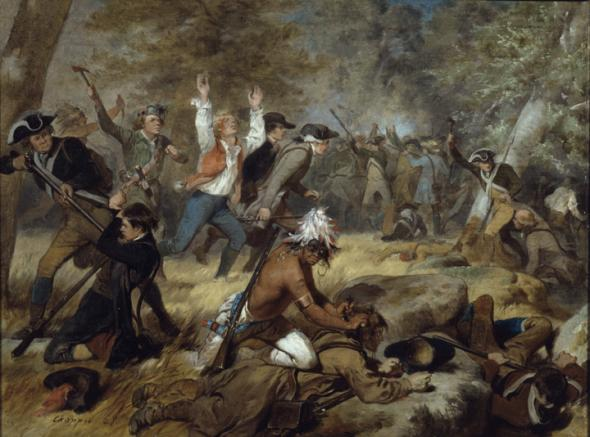
Pintura mostrando o massacre de Wyoming por militantes lealistas e indígenas contra cidadãos americanos da fronteira, 3 de julho de 1778

Após a notícia da rendição em Saratoga e preocupada com uma eventual intervenção francesa na guerra na América, a Grã-Bretanha decidiu aceitar as exigências iniciais feitas pelos rebeldes americanos. O Parlamento revogou a controversa taxação feita sobre o chá e declarou que nenhum novo imposto seria taxado nas colônias sem o consentimento dos habitantes das mesmas (com a exceção de taxas alfandegárias, das quais parte dos lucros iam para as colônias). Uma comissão foi formada para negociar diretamente com o Congresso Continental pela primeira vez. A comissão recebeu poderes para suspender todas as leis consideradas desagradáveis que o Parlamento havia passado desde 1763, dando perdões gerais e declarou encerrar as hostilidades. Os membros da comissão chegaram à América em junho de 1778 e ofereceram restabelecer o quadro legal da colônia como era em 1763, se os habitantes novamente declarassem lealdade ao rei. Além disso, os britânicos concordaram que não mandariam mais tropas à América. Contudo, o Congresso americano rejeitou todas as propostas e afirmou que uma condição para as negociações seria ou o reconhecimento da independência do país ou a retirada incondicional de todas as tropas britânicas. Em 3 de outubro de 1778, os ingleses publicaram uma anistia geral a toda a colônia e a todos os indivíduos que aceitassem a proposta da comissão, implicando que haveria sérias consequências em caso de recusa. Não houve nenhuma resposta significativa.
O rei Jorge III desistiu da esperança de subjugar a América com novos exércitos, enquanto uma guerra na Europa estava para acontecer. Já não havia mais esperanças de conquistar toda a região da Nova Inglaterra. Mas o rei estava determinado a "nunca reconhecer a independência das Américas e punir sua teimosia com uma prolongação eterna da guerra". Seu plano era manter 30 mil soldados estacionados em Nova Iorque, Rhode Island, Quebec e Flórida. Outras forças iriam atacar os franceses e espanhóis nas Índias Ocidentais. Para punir os americanos, o rei inglês planejava destruir seu comércio costeiro, bombardeando seus portos, saqueando e queimando cidades ao longo da costa, além de incentivar os indígenas americanos a atacarem civis nas regiões de fronteira. Com essas ações, o rei achava que iria inspirar os lealistas, dividir o Congresso Continental e "manter os rebeldes pressionados, ansiosos e pobres, até o dia em que, pela natureza e inevitabilidade, o descontentamento e desapontamento seria convertido em penitência e remorso" e assim os americanos implorariam para voltar a ficarem sob a autoridade real. Em termos mais concretos, esse plano significaria a destruição dos lealistas e das tribos indígenas aliadas, prolongamento de uma guerra extremamente custosa aos cofres públicos britânicos e o risco de um desastre se os franceses e espanhóis decidissem enviar uma frota para invadir a Grã-Bretanha. Mas o rei ainda esperava subjugar as colônias rebeldes depois de lidar com seus aliados no continente europeu.

### Teatro de Operações do Norte após Saratoga (1778–81)

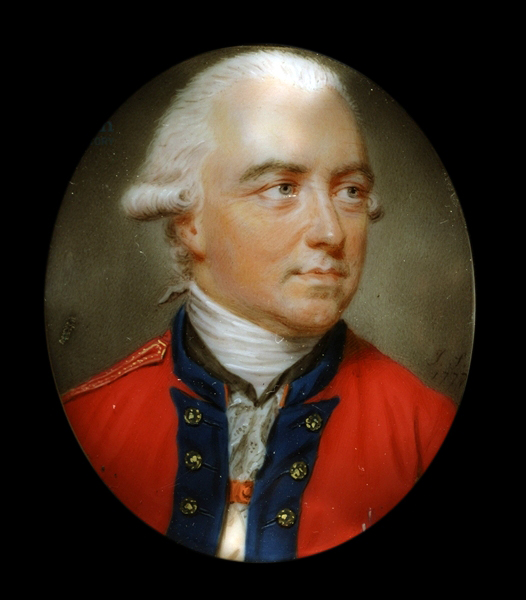
Retrato de Henry Clinton, comandante-em-chefe das forças britânicas na América do Norte entre 1778 e 1782

A entrada dos franceses na guerra ao lado dos americanos forçou o Reino Unido a mudar sua estratégia. O general Clinton abandonou a Filadélfia e levou suas tropas para reforçar as defesas ao redor de Nova Iorque, que agora estava vulnerável a ataques pelo mar graças à marinha francesa. Washington seguiu Clinton na sua retirada até Nova Jérsei e então o atacou na Batalha de Monmouth em 28 de junho de 1778. O resultado desta luta foi inconclusivo, mas Clinton conseguiu quebrar o ataque e fugir para Nova Iorque. Esta foi a última grande batalha terrestre travada no norte. O exército de Clinton chegou ao seu destino em julho, chegando pouco antes de uma frota francesa, sob comando do almirante Charles Hector, que se aproximava da costa americana. Washington levou seus homens então para a cidade de White Plains, ao norte de Nova Iorque.
Em agosto de 1778, os americanos tentaram retomar a cidade costeira de Newport, em Rhode Island, com ajuda da França, mas acabaram fracassando e os franceses bateram em retirada. A guerra no norte chegou a um impasse, com nenhum dos lados capazes de dar um golpe decisivo no outro. Os britânicos tentaram enfraquecer os americanos pelo mar, lançando ataques sorrateiros e expedições punitivas pela costa, como uma incursão do general inglês William Tryon contra Connecticut em julho de 1779, que deixou centenas de mortos ou feridos. Ainda nesse ano, os rebeldes conquistaram algumas vitórias importantes, como a conquista das cidades de Stony Point e Paulus Hook, mas os britânicos as reconquistaram logo depois. Em outubro de 1779, os ingleses decidiram abandonar Newport e Stony Point para consolidar suas forças em uma posição mais defensiva.
Durante o inverno de 1779–80, o exército americano sofreu no norte com condições climáticas adversas e doenças. O Congresso era ineficaz, a moeda continental valia nada e o sistema de suprimentos não funcionava. Washington encontrava muita dificuldade para manter seu exército coeso, mesmo com poucas batalhas para travar. Em 1780, motins começaram no campo americano. A força das tropas rebeldes caiu tanto que os ingleses decidiram lançar uma ofensiva em duas frentes em Connecticut Farms (Nova Jérsei) em junho de 1780. As milícias locais resistiram e os britânicos tiveram de retornar para suas bases.

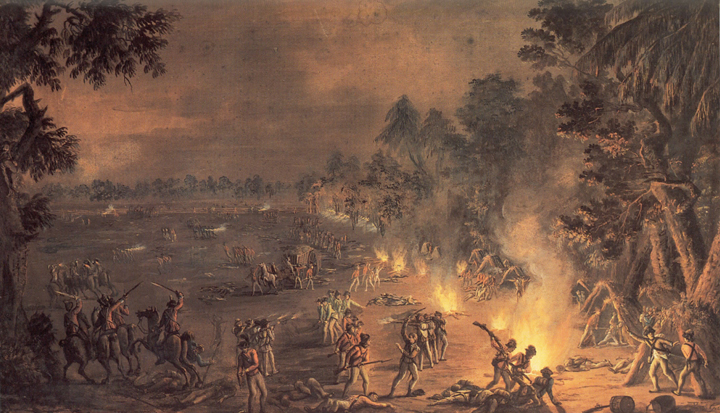
A batalha de Paoli, vencida pelos britânicos, travada na Pensilvânia

Em julho de 1780 os americanos foram reforçados quando os primeiros 5 500 soldados da força expedicionária francesa chegaram em Newport, Rhode Island. Washington esperava poder usar estes homens em um ataque contra Nova Iorque, que potencialmente poderia encerrar a guerra. Contudo, acontecimentos em outros lugares frustraram esses planos. Além disso, mais reforços vindos da França não conseguiram chegar por causa do bloqueio naval inglês. Logo, até a tropa francesa em Newport também se viu bloqueada. A marinha francesa também se recusava a se aproximar muito da costa americana antes do fim de 1780, após ter sofrido muitos danos nas lutas nas Índias Ocidentais.
Benedict Arnold, um dos líderes militares que participaram da vitória em Saratoga, estava ficando desiludido com a luta e decidiu desertar da causa. Em setembro de 1780, ele tentou entregar um vital forte americano em West Point ao longo do rio Hudson para os britânicos, mas seu complô foi descoberto. Ele fugiu e serviu o resto da guerra ao lado dos ingleses. Arnold escreveu uma carta aberta ao povo das colônias para tentar justificar suas ações, onde ele afirmou que havia lutado contra uma série de injustiças e, como a Inglaterra já havia aceitado retornar ao status quo da década de 1760, já não havia mais necessidade de continuar o derramamento de sangue, especialmente contando com a ajuda de um regime antigo e tirânico como o do Reino da França. Arnold liderou um dos últimos grandes ataques britânicos no norte, em uma ofensiva para tomar a cidade de Nova Londres (Connecticut), em setembro de 1781, onde ele se saiu vitorioso, mas a conquista não teve repercussões.
Quando a paz foi finalmente feita, em 1783, os ingleses ainda estavam em posse de várias regiões no norte, como Staten Island, Manhattan e Long Island. Essas três cidades, na época, tinham apenas 2% da população das Treze Colônias.

### Fronteiras norte e oeste

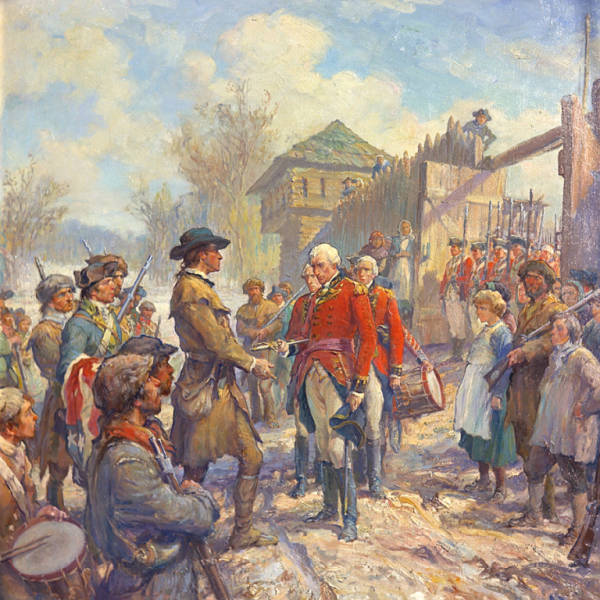
A marcha de 290 km de George Rogers Clark, no meio do inverno, acabou capturando o general britânico Henry Hamilton, vice governador do Quebec

A oeste dos montes Apalaches e ao longo da fronteira da província de Quebec, a guerra revolucionária americana teve um caráter maior de "Guerra contra os Índios". A maioria dos indígenas nativos americanos apoiava os britânicos, como a confederação Iroqueses. Tribos como os Shawnees se dividiram em facções, assim como os Chickamaugas, com vários preferindo fazer paz com os americanos. Os ingleses ajudavam seus aliados indígenas com mosquetes, pólvora e outros suprimentos, enquanto lealistas saqueavam assentamentos civis, especialmente em Nova Iorque, Kentucky e na Pensilvânia. Forças-tarefa de Iroqueses e lealistas lançaram-se em batalhas bem-sucedidas, como no vale de Wyoming e no vale de Cherry em 1778, provocando George Washington a ordenar uma expedição punitiva sob comando do general John Sullivan a oeste de Nova Iorque, no verão de 1779. Houve pouca luta, com os americanos incendiando terras indígenas e saqueando mantimentos, forçando os índios a fugir até Quebec ou para a região das Cataratas do Niágara.
No norte das regiões de Ohio e Illinois, o general americano George Rogers Clark tentou neutralizar a influência britânica nas tribos próximas a Ohio ao capturar as importantes cidades de Kaskaskia, Cahokia e Vincennes no verão de 1778. Ele foi bem-sucedido. Quando o general Henry Hamilton, comandante da guarnição britânica em Detroit, retomou Vincennes, Clark retornou com uma marcha surpresa em janeiro de 1779 e conseguiu fazer Hamilton prisioneiro.
Em março de 1782, milicianos americanos da Pensilvânia mataram mais de 100 nativos americanos neutros no massacre de Gnadenhütten. Em um dos últimos grandes combates da guerra, cerca de 200 milicianos de Kentucky foram derrotados por tropas inglesas e lealistas na batalha de Blue Licks, em agosto de 1782.

### Campanhas na Geórgia e nas Carolinas (1778–81)
Durante os primeiros três anos da guerra de independência dos Estados Unidos, as principais lutas aconteceram no norte, apesar de importantes combates contra lealistas terem acontecido na Carolina do Sul e contra tropas britânicas na Flórida Oriental. Quando os franceses entraram na guerra, os ingleses focaram suas atenções para as colônias do sul, onde eles esperavam tomar o controle da região e recrutar exércitos lealistas. A estratégia para o sul tinha a vantagem de a Marinha Real Britânica estar mais próxima para ajudar, a partir de suas bases no Caribe, que estavam ameaçadas pelos franceses e espanhóis.

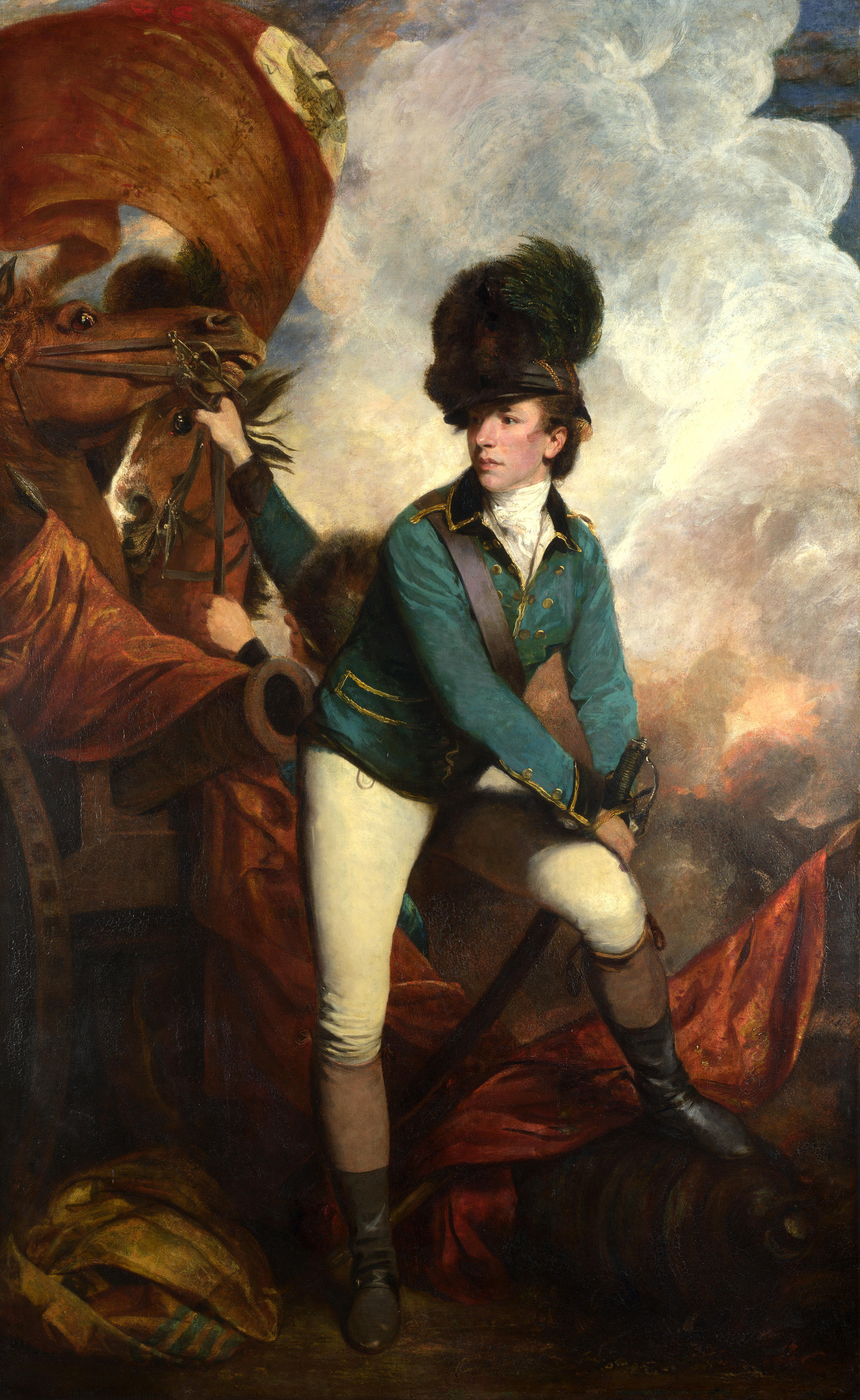
O general inglês Banastre Tarleton, um dos mais eficientes e cruéis comandantes britânicos na guerra, em uma pintura por Joshua Reynolds, 1782

Em 29 de dezembro de 1778, um corpo do exército do general Clinton, que estava em Nova Iorque, partiu numa expedição e capturou Savannah, Geórgia. Os franceses e americanos tentaram retomar Savannah mas fracassaram após uma batalha em 9 de outubro de 1779. Clinton então partiu para tomar Charleston e depois de dois meses conquistou a cidade, fazendo mais de cinco mil prisioneiros. Na altura de 12 de maio de 1780, a maioria do exército continental na região também havia sido destruído. Com poucas baixas, Clinton tomou várias outras cidades e portos do sul, dando aos ingleses uma base para futuras operações na área.
O que sobrou do exército continental americano no sul começou a recuar para a Carolina do Norte, mas foi perseguido pelas tropas do coronel Banastre Tarleton, que o derrotou em Waxhaws, a 29 de maio de 1780, no condado de Lancaster, na fronteira das duas Carolinas. Depois destes eventos, ações militares organizadas por tropas regulares americanas entraram em colapso, sendo substituídas principalmente por ações de guerrilha, comandada por homens como Francis Marion. O general britânico Charles Cornwallis assumiu o comando das operações inglesas na região sul, enquanto Horatio Gates chegou para comandar os americanos e tentar reverter o quadro ruim. A 16 de agosto de 1780, Gates foi derrotado na Batalha de Camden, na Carolina do Sul, abrindo caminho para Cornwallis marchar com seus homens até a Carolina do Norte. Então, por um tempo, os ingleses assumiram total controle da Geórgia e da Carolina do Sul.
Os esforços de Cornwallis na Carolina do Norte não foram frutíferos. A ala lealista do seu exército foi derrotada na batalha de Kings Mountain, em 7 de outubro de 1780, o que deteve seu avanço por um tempo. Reforços britânicos chegaram, mas as tropas do coronel Tarleton foram derrotadas pelo comandante americano Daniel Morgan na Batalha de Cowpens, a 17 de janeiro de 1781. Apesar disso, Cornwallis decidiu continuar avançando, apostando que ele receberia apoio dos lealistas no caminho. O general Nathanael Greene, que substituiu Gates no comando, evitou contato com Cornwallis enquanto esperava reforços. Em março, o exército de Greene havia crescido a um ponto que ele achava que podia vencer Cornwallis em combate aberto. Na crucial Batalha de Guilford Court House, Cornwallis afastou a ameaça do general Greene, mas sofreu pesadas baixas no processo. Vendo isso, poucos lealistas decidiram se juntar ao exército inglês. Isso também deveu-se à pressão que os Patriotas colocavam neles e em suas famílias. Cornwallis decidiu recuar pela linha costeira até Wilmington, Carolina do Norte, para se reorganizar e ressuprir, deixando a Geórgia e as Carolinas livres nas mãos dos americanos. Cornwallis partiu então para a Virgínia.
Tropas regulares americanas e guerrilheiros patriotas iniciaram o processo de reconquista da Carolina do Sul e da Geórgia. Apesar das vitórias britânicas em Hobkirk's Hill e em Ninety Six, em meados de 1781, os britânicos já estavam em retirada para os extremos sul e norte da colônia. Uma das últimas grandes batalhas no sul, em Eutawville, foi travada em setembro de 1781 e terminou com resultado inconclusivo. Mas ao fim deste ano, apenas as cidades de Savannah e Charleston permaneciam sob controle inglês.

### Campanhas na Virgínia (1781)

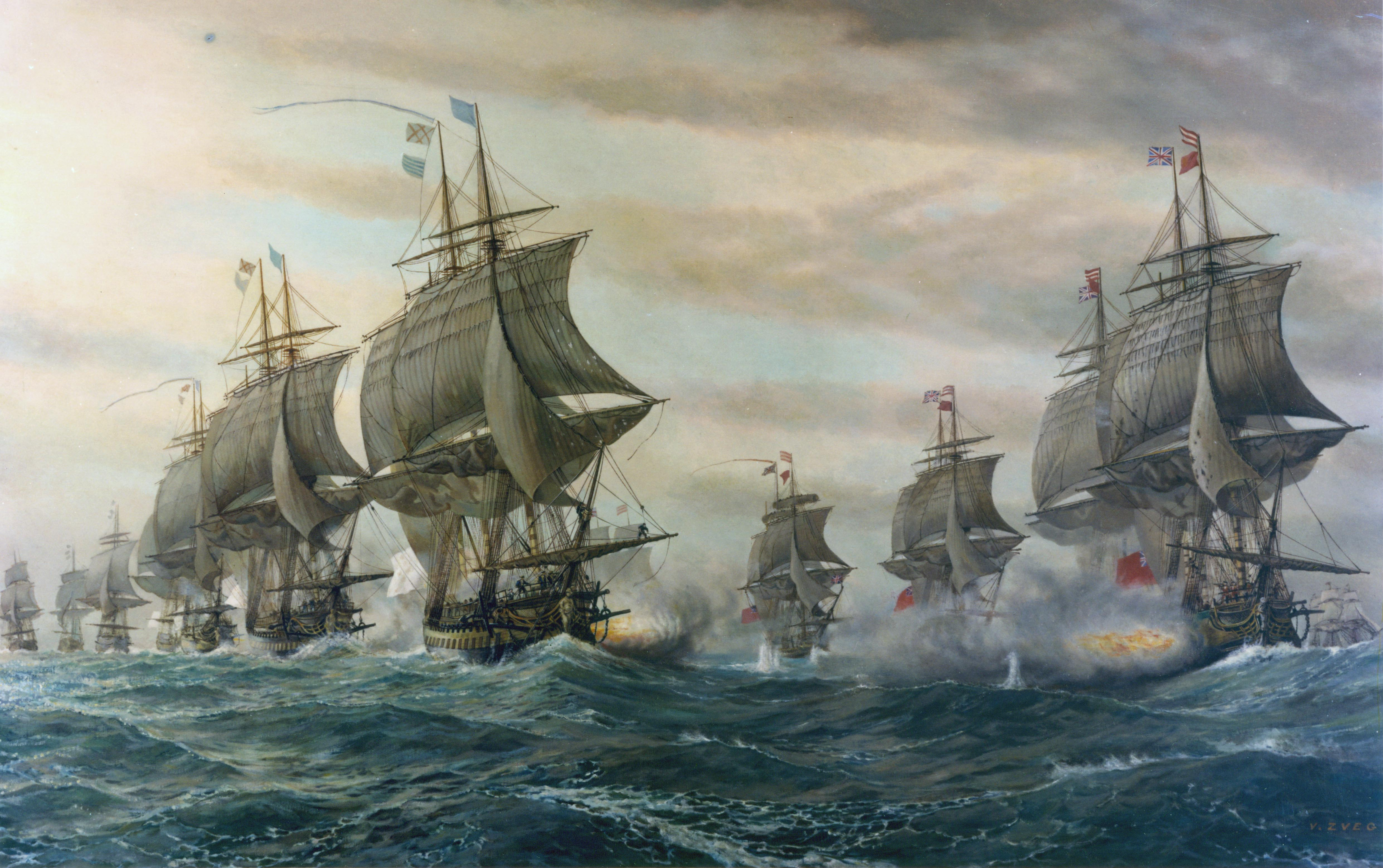
Navios de guerra franceses (esquerda) e britânicos (direita) se combatendo na Batalha de Chesapeake

Cornwallis partiu de Wilmington, na Carolina do Norte, para a província da Virgínia para tentar reorganizar suas tropas. Antes disso, em janeiro de 1781, um pequeno exército inglês, sob comando do desertor americano Benedict Arnold, havia chegado na região e avançou pela zona rural, destruindo suprimentos, moinhos e outros alvos econômicos importantes para os colonos rebeldes. Em fevereiro, George Washington despachou o General Lafayette para deter Arnold. Mais tarde, também enviou o general Anthony Wayne. Arnold recebeu reforços de Nova Iorque em março e suas tropas se uniram às de Cornwallis em maio. Lafayette lutou batalhas pontuais contra Cornwallis, evitando grandes confrontos, enquanto esperava a chegada de mais soldados para lutar ao seu lado.
A campanha de Cornwallis foi criticada por seu oficial superior, o general Henry Clinton, que não acreditava que esta área tão imensa e infestada de doenças, com uma população hostil, poderia ser pacificada e controlada. Clinton favorecia novas operações na região de Chesapeake (Maryland, Delaware e o sul da Pensilvânia), onde ele acreditava que a maioria da população lá era lealista. Quando chegou em Williamsburg em junho, Cornwallis recebeu ordens de Clinton para estabelecer uma base naval fortificada e requisitou que ele mandasse reforços para o norte, em Nova Iorque, onde um possível ataque franco-americano estaria para acontecer. Seguindo estas ordens, ele decidiu fortificar a cidade de Yorktown, na Virgínia, mas foi seguido de perto por Lafayette e os americanos. Os britânicos então se entrincheiraram e esperaram a chegada da marinha real.
No final, os teatros de operações navais no sul e no norte convergiram em Yorktown, na segunda metade do ano de 1781. A frota francesa finalmente lançou-se sobre a costa americana, podendo ir para Yorktown ou Nova Iorque, conforme requisitado. George Washington ainda favorecia a luta no norte, mas os franceses enviaram seus navios na direção oposta, para flanquear os ingleses em Yorktown. Ao saber disso, Washington decidiu cooperar e foi para o sul com suas tropas. A armada britânica, não percebendo que os franceses tinham enviado boa parte de sua frota para a América, despachou poucos e inadequados navios sob comando do almirante Samuel Graves.

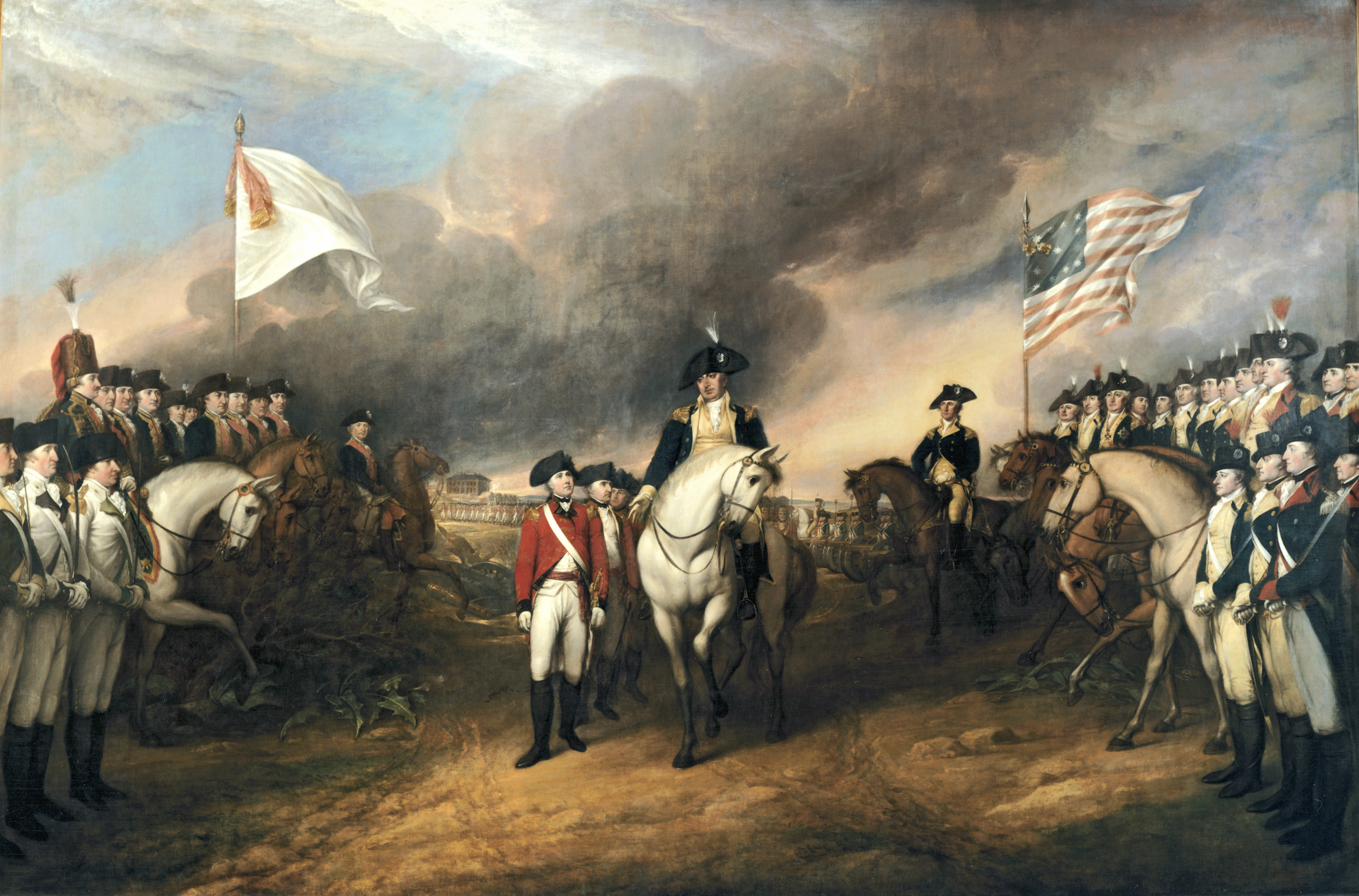
A rendição de Cornwallis em Yorktown, por John Trumbull, pintado em 1797

Em setembro de 1781, a marinha francesa derrotou uma esquadra britânica na Batalha de Chesapeake, cortando pelo mar a rota de fuga das tropas inglesas na Virgínia. Cornwallis, ainda esperando receber mais apoio, falhou em avançar quando teve a chance. Então, as tropas de Washington convergiram sobre Yorktown, quebrando a coesão das linhas britânicas. Um exército combinado de 18 900 soldados franceses e americanos iniciaram o crucial Cerco de Yorktown no começo de outubro. Por dias, os navios franceses bombardearam as posições fortificadas britânicas. Por terra, baterias de artilharia franco-americanas também bombardeavam os ingleses. Foi enviada uma expedição para a Virgínia para tentar salvar as tropas britânicas por lá, mas vários atrasos impossibilitaram a operação. Sem conseguir romper o cerco, Cornwallis decidiu se render junto com seus sete mil homens, a 19 de outubro de 1781. A situação da guerra para os ingleses começava a ficar desesperadora.

### Queda do governo de Frederick North
Notícias da derrota em Yorktown chegaram à Grã-Bretanha em novembro de 1781. O rei Jorge III recebeu a notícia com calma e fez um discurso desafiador, afirmando que a guerra iria continuar, recebendo apoio da Câmara dos Comuns. Contudo, novas notícias chegaram a respeito de outros retrocessos na América. Os franceses e espanhóis tinham conquistado algumas ilhas britânicas nas Índias Ocidentais e estavam no processo de expulsar os ingleses por completo da região. Na Europa, Minorca se rendeu a uma força franco-espanhola em 5 de fevereiro de 1782 e Gibraltar estava em perigo de cair também. Vendo isso, o Parlamento Britânico, a 27 de fevereiro de 1782, votou por encerrar todas as operações militares nas colônias americanas e iniciar conversações de paz. Enfrentando a ameaça de receber um voto de desconfiança do Parlamento, a 20 de março, o primeiro-ministro Frederick North renunciou e seu governo Tory foi substituído por políticos Whigs. Ironicamente, após a saída de North, os britânicos venceram a Batalha de Saintes, colocando um fim na ameaça francesa sobre as Índias Ocidentais. A ofensiva inimiga em Gibraltar também foi detida. Com essas vitórias, North poderia ter se segurado no poder e talvez a guerra contra os americanos poderia ter continuado por mais tempo, apesar do fracasso em Yorktown.
O novo governo Whig em Londres decidiu aceitar a independência dos Estados Unidos, que era o principal requisito para a paz. A partir do fim de 1781 não houve mais grandes combates na América do Norte, embora ainda houvesse cerca de 30 mil soldados britânicos ocupando várias cidades como Nova Iorque, Charleston e Savannah. A guerra continuou em outros lugares, incluindo em Gibraltar, e ainda havia operações navais nas Índias do Leste e Ocidentais. Os conflitos oficialmente se encerrariam com a assinatura do Tratado de Paris de 1783.

## Conflito naval

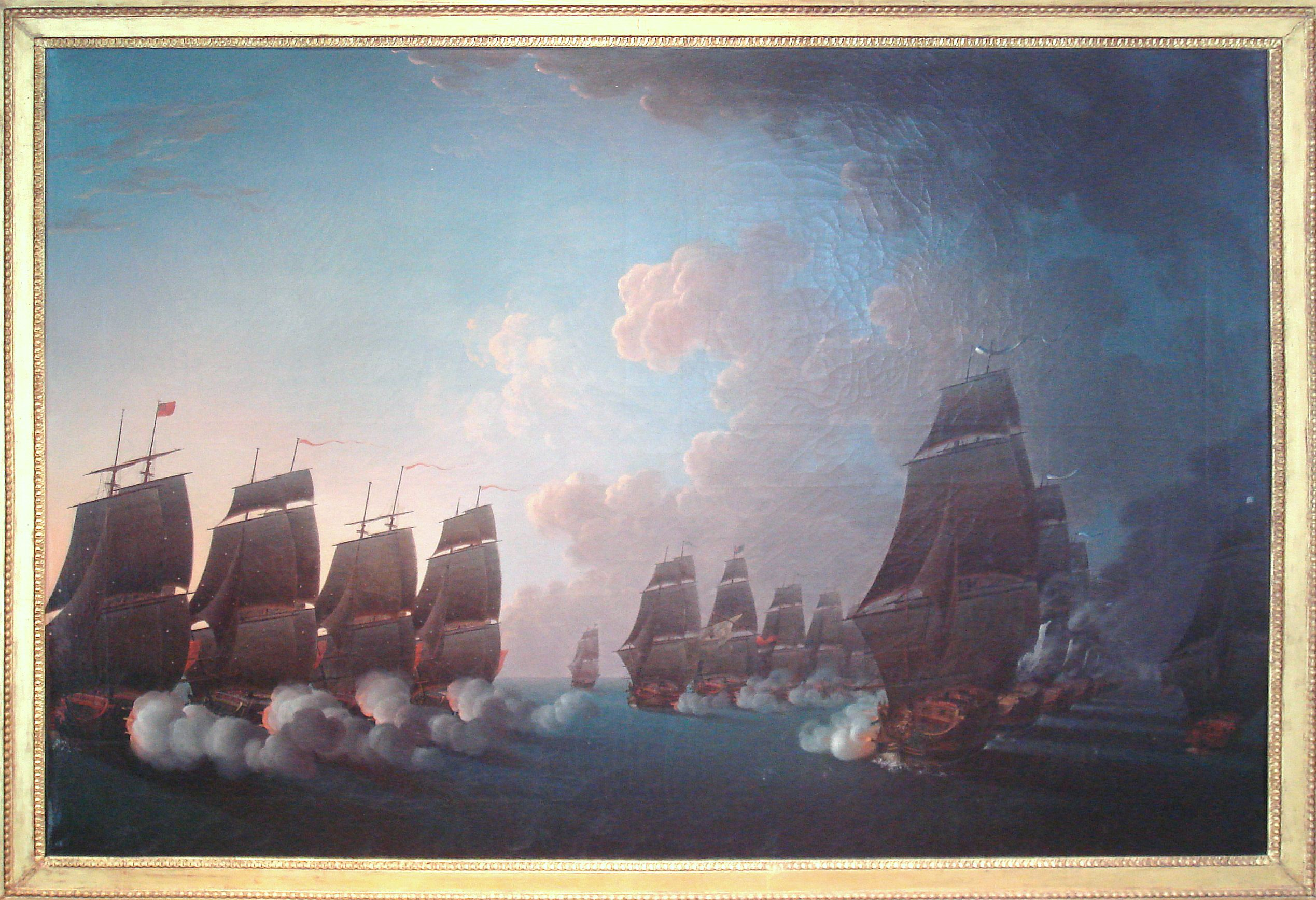
Combat de la Dominique, 17 de abril de 1780, por Auguste-Louis de Rossel de Cercy (1736–1804)

Quando a guerra começou, os britânicos tinham enorme superioridade naval sobre os colonos americanos, apesar de a frota já estar velha e em condições ruins, uma situação que foi imputada a John Montagu, o Primeiro Lorde do Almirantado. Durante os primeiros três anos do conflito, a marinha real britânica foi usada para transportar tropas para as operações terrestres e para proteger o comércio naval. Os americanos não tinham nenhum navio de linha e dependiam de corsários para lutar contra os ingleses. As ações de pirataria causavam uma preocupação desproporcional ao seu sucesso material. Mas alguns desses navios corsários americanos apoiavam os franceses, antes e depois da intervenção destes na guerra na América, operando inclusive perto do Canal da Mancha, o que deteriorou mais ainda as relações anglo-francesas. Cerca de 55 mil marinheiros americanos serviram a bordo de barcos corsários. Estes tinham pelo menos 1 700 navios, de vários tamanhos, e capturaram 2 283 embarcações inimigas. O Congresso Continental autorizou em outubro de 1775 a formação da Marinha Continental, que foi usada principalmente como uma força corsária no mar. O almirante John Paul Jones se tornou um dos primeiros heróis americanos da marinha do país ao capturar a embarcação inglesa HMS Drake, em 24 de abril de 1778, a primeira vitória militar americana em águas britânicas.
Durante a segunda fase do conflito, as intervenções sucessivas da França, Espanha e dos Países Baixos estenderam a guerra naval das Índias Ocidentais até o Golfo de Bengala. Este segundo período foi do verão de 1778 até meados de 1783, e incluía operações já em progresso nas Américas ou para a proteção do comércio. As campanhas navais eram feitas por grandes frotas das principais potências marítimas da época.

## A Grã-Bretanha contra França, Espanha, Mysore e Holanda (1778–1783)

### Europa
Menos de seis meses após a França formalmente entrar na guerra, frotas de navios franceses e ingleses travaram uma batalha inconclusiva próximo à costa de Ouessant, em 27 de julho de 1778. A Espanha não tardou em entrar na guerra também, como uma aliada da França, com o objetivo de reconquistar Gibraltar e Minorca, que haviam sido capturadas pelos britânicos durante a Guerra Anglo-Holandesa em 1704. Entre 1779 e 1783, os espanhóis cercaram Gibraltar, mas a guarnição britânica resistiu de forma obstinada e não cedeu. Outras tentativas de retomar a península fracassaram nos anos posteriores. A 5 de fevereiro de 1782, forças espanholas e francesas capturaram Minorca e conseguiram mantê-la sob controle da Espanha. Foi até mesmo planejada uma ambiciosa invasão da Grã-Bretanha em 1779, mas o plano nunca se materializou.

### Índias Ocidentais e Costa do Golfo

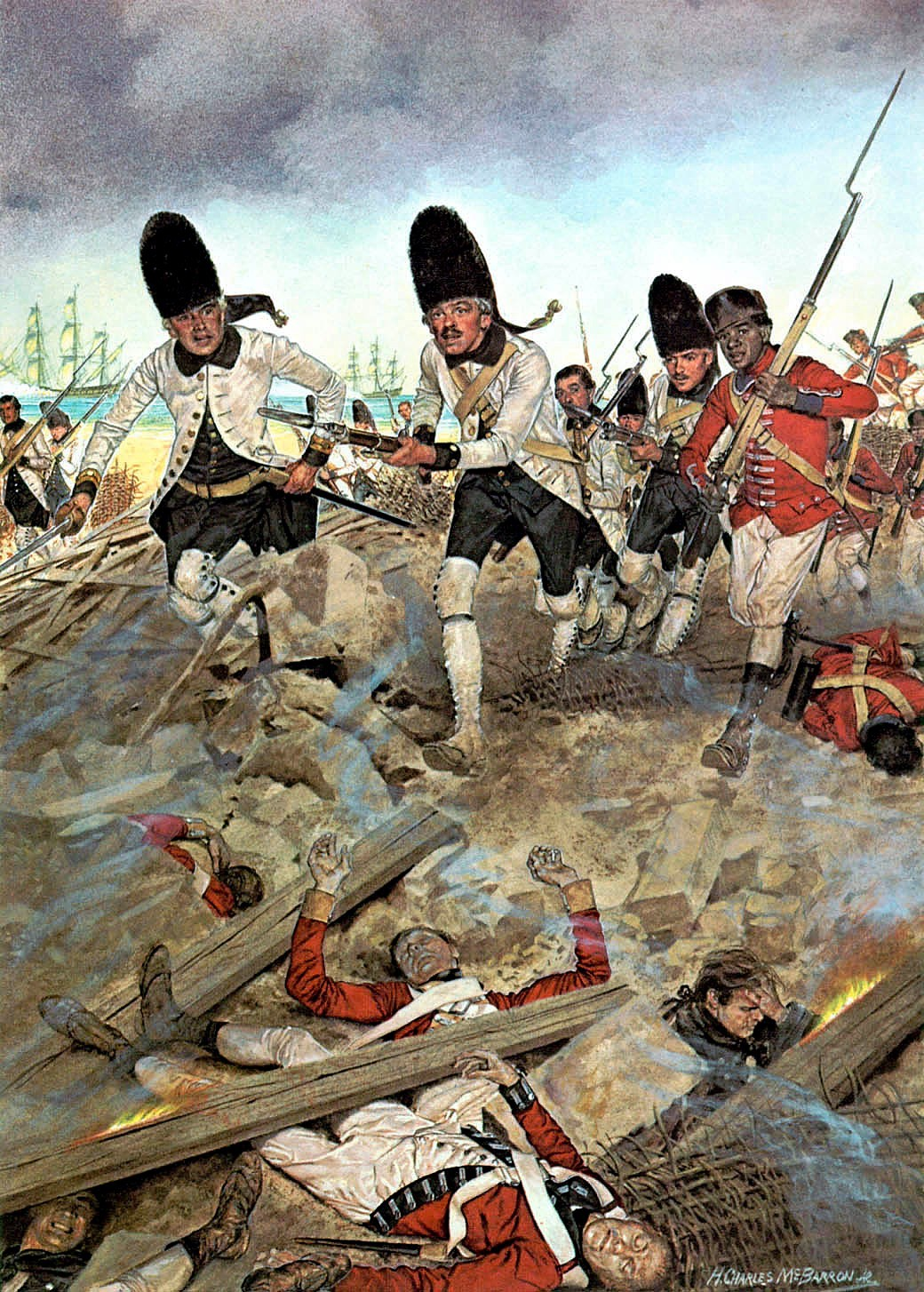
Tropas espanholas, francesas e inglesas se digladiando durante o cerco de Pensacola, na Flórida, em 1781

Houve muita ação nas Índias Ocidentais, especialmente na Pequenas Antilhas. Apesar de a França ter perdido uma batalha naval em Santa Lúcia no começo da guerra, sua marinha ainda dominava boa parte da região, capturando as ilhas de Dominica, Grenada, São Vicente, Montserrat, Tobago, St. Kitts e Turks e Caicos entre 1778 e 1782. As possessões holandesas nas Índias Ocidentais e na América do Sul foram tomadas pelos britânicos, mas depois reivindicadas pela França e restauradas para a República dos Países Baixos. Na batalha de Saintes, em abril de 1782, a frota do almirante inglês George Brydges Rodney derrotou os navios franceses sob comando do almirante François de Grasse, frustrando as esperanças franco-espanholas de tomar a Jamaica e outras colônias da área.
Na Costa do Golfo norte-americana, o conde de Bernardo de Gálvez, governador espanhol da Luisiana, rapidamente afastou os britânicos de suas posições na parte baixa do rio Mississippi, por volta de 1779, derrotando-os em Manchac e em Baton Rouge, perto da Flórida Ocidental. Gálvez tomou a cidade de Mobile em 1780 e Pensacola em 1781. Em 8 de maio de 1782, Gálvez capturou uma base naval inglesa em New Providence, nas Bahamas. Lealistas britânicos retomaram a região em 1783. Gálvez conseguiu anexar as partes Leste e Oeste da Flórida no acordo de paz de 1783. O Congresso Continental dos Estados Unidos, em 1785, citou Gálvez por seu papel na revolução e George Washington o convidou para a primeira parada de 4 de Julho.
A América Central também testemunhou combates entre a Inglaterra e a Espanha, com os britânicos tentando expandir sua influência além das áreas costeiras madeireiras e das comunidades de pesca perto de Belize, Honduras e Nicarágua. As expedições em território hondurenho em 1779 e nicaraguense em 1780 (esta última liderada pelo jovem Horatio Nelson) trouxeram vitorias temporárias, mas as regiões conquistadas tiveram que ser abandonadas logo depois. A liderança espanhola não podia desfazer a influência inglesa na chamada Costa dos Mosquitos. Com a exceção da conquista francesa de Tobago, a situação nas Índias Ocidentais retornou ao status quo ante bellum com a paz de 1783.

### Índia

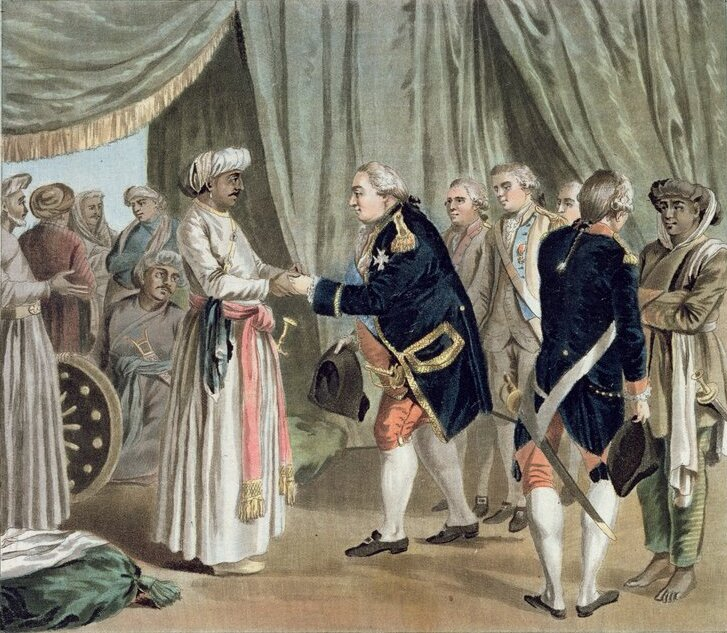
Pierre de Suffren se encontra com seu aliado Hyder Ali em 1783

Quando a notícia de que a França havia entrado na guerra chegou à Índia em 1778, a Companhia Britânica das Índias Orientais se moveu rapidamente para tomar os postos coloniais franceses na região, capturando Puducherry depois de dois meses de cerco. A conquista do porto francês de Mahé, na costa oeste indiana, motivou o governante de Mysore, Hyder Ali (que estava irritado com os britânicos), a iniciar a Segunda Guerra Anglo-Mysore em 1780. Hyder, e depois o seu filho Fateh Ali Tipu, quase conseguiram expulsar os ingleses do sul da Índia, mas foram frustrados com a falta de apoio da França e a guerra terminou em um status quo ante bellum após a assinatura, em 1784, do Tratado de Mangalore. Os franceses tentaram se opor aos avanços britânicos, lançando ataques em 1782 e 1783, sob a liderança do almirante Pierre Suffren, capturando Trincomalee, no Sri Lanka. Depois foram travadas mais cinco batalhas navais, mas todas com resultados inconclusivos. As possessões coloniais francesas foram retornadas ao país após a guerra.

### Guerra Anglo-Holandesa

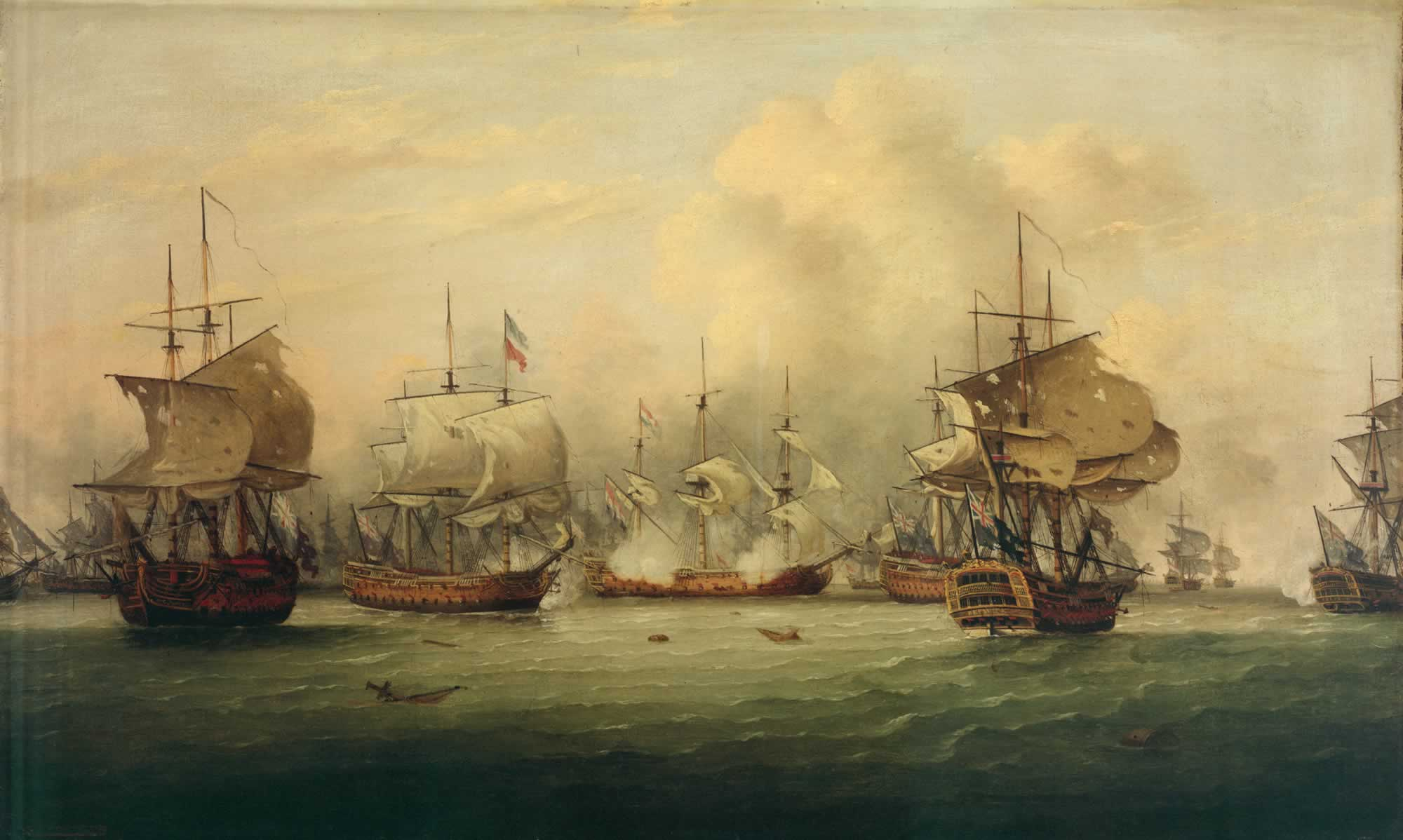
Navios holandeses e britânicos se combatendo, por volta de 1781

A República Holandesa, embora nominalmente neutra, fazia comércio abertamente com os americanos, vendendo armas e munições aos colonos rebeldes nos Estados Unidos (em violação do chamado Ato de Navegação britânico), usando como base principalmente a ilha de St Eustáquio, antes de os franceses formalmente entrarem na guerra. Os ingleses consideravam este comércio como contrabando de suprimentos militares e tentaram impedir o tráfego de navios, primeiro diplomaticamente e depois abordando navios holandeses. A situação piorou quando os britânicos tomaram uma flotilha de navios holandeses perto da Ilha de Wight, em 17 de dezembro de 1779, fazendo assim com que os Países Baixos se juntassem à Liga da Neutralidade Armada. O Reino Unido reagiu declarando guerra à Holanda em dezembro de 1780, dando início à Quarta Guerra Anglo-Holandesa. O conflito foi um desastre econômico e militar para a República Holandesa. Paralisada por divisões internas, ela não podia responder adequadamente ao bloqueio britânico a sua costa e muitas de suas colônias ultramarinas foram tomadas. Em 1784 foi firmada uma paz entre as nações, com a Holanda abrindo mão de Negapatão (na Índia) e sendo obrigada a fazer várias concessões comerciais.
A República Holandesa assinou um tratado comercial e de amizade com os americanos em 1782, tornando-se o terceiro país (depois do Marrocos e da França) a formalmente reconhecer a independência dos Estados Unidos.

## Tratado de Paris

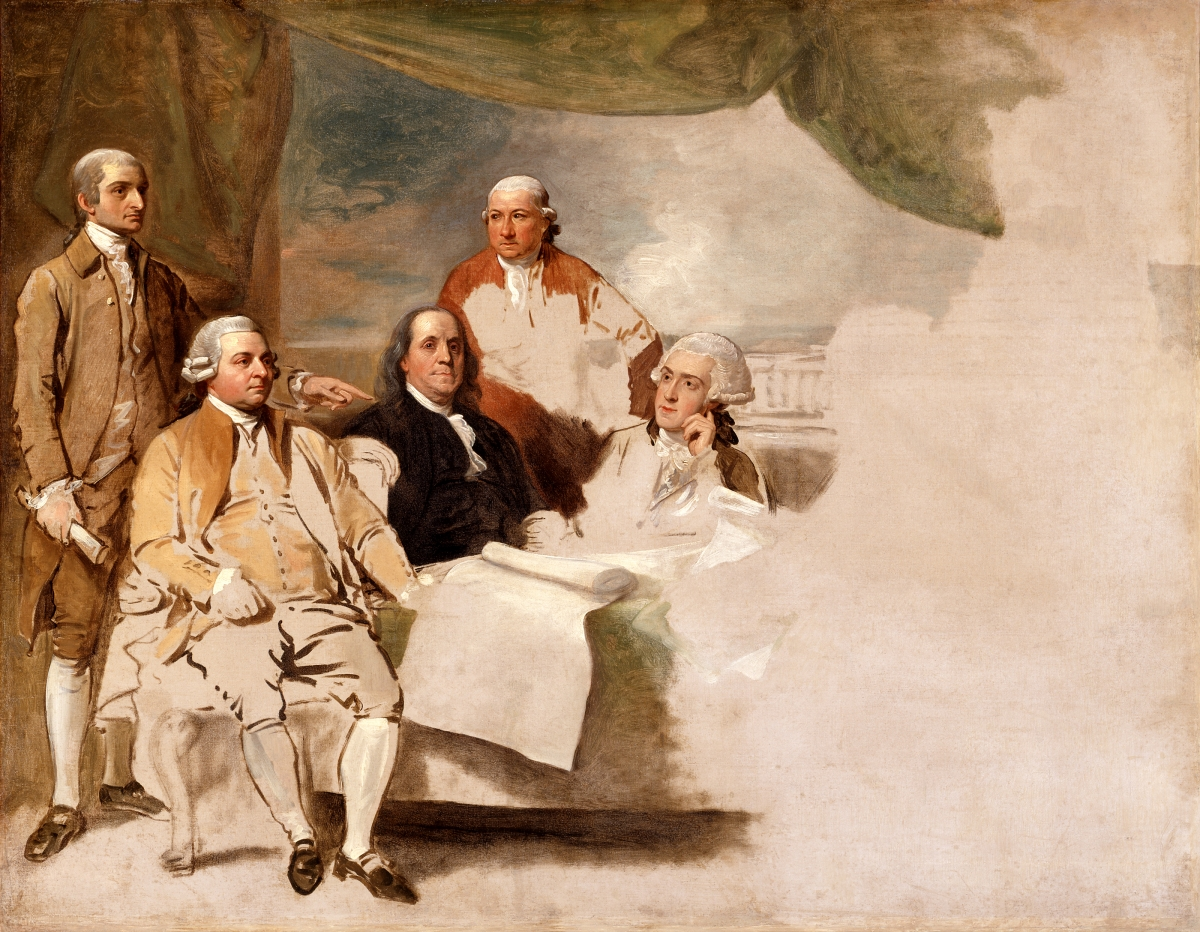
Uma pintura mostrando a delegação americana durante as negociações do Tratado de Paris. A delegação britânica se recusou a participar da pintura, e assim o quadro ficou incompleto

Em Londres, o apoio político para a guerra minguou após a derrota britânica em Yorktown. O primeiro-ministro inglês, o Lorde North, renunciou em março de 1782. Em abril do mesmo ano, a Câmara dos Comuns votou uma moção para encerrar a guerra na América. Um acordo de paz preliminar foi firmado em Paris ao fim de novembro de 1782. A guerra chegou formalmente ao fim na assinatura do Tratado de Paris (para os americanos) e da Paz de Paris (entre as nações europeias), firmados em 3 de setembro de 1783. As últimas tropas britânicas deixaram os Estados Unidos em 25 de novembro de 1783, abandonando suas posições em Nova Iorque. O Congresso da Confederação ratificou os acordos de Paris em 14 de janeiro de 1784. Pelo tratado, a Inglaterra formalmente reconhecia os Estados Unidos como uma nação independente e soberana.
O Reino Unido negociou o tratado de Paris sem consultar seus aliados nativos americanos e cedeu todo o território indígena entre as montanhas Apalaches e o rio Mississippi para os Estados Unidos. Os índios relutantemente cederam território aos americanos após vários tratados, mas a luta com os nativos recomeçaria na fronteira nos anos seguintes, enquanto os estadunidenses se expandiam para o oeste, começando a Guerra Indígena do Noroeste. Os britânicos buscaram estabelecer uma zona tampão com as tribos indígenas na fronteira americana do meio-oeste e continuaram com essa política até 1814, durante a Guerra de 1812.
Os Estados Unidos ganharam mais do que pretendiam no começo do conflito, graças a sua ciência do valor das terras no oeste. Já os seus aliados europeus não conquistaram tanta coisa. A França conseguiu se vingar da rival, a Grã-Bretanha, por sua derrota na Guerra dos Sete Anos, mas suas perdas financeiras foram extensas. O país, que já estava no meio de uma crise fiscal, teve que se endividar além das suas capacidades e mergulhou numa espiral de recessão, chegando à beira da falência em meados da década de 1780. A crise econômica levou a um caos social que resultaria na Revolução Francesa. Já os holandeses perderam em vários pontos também. Os espanhóis tiveram resultados variados. Eles não atingiram seu objetivo principal de reconquistar Gibraltar, mas ganharam algum território nas Américas, como a Flórida (que no geral não foi de muita valia).

## Análise dos combatentes
A população da Grã-Bretanha e da Irlanda em 1780 era de aproximadamente 12,6 milhões de pessoas, enquanto a população nas Treze Colônias americanas era de 2,8 milhões, incluindo 500 mil escravos. Teoricamente isso dava uma enorme vantagem numérica para os britânicos, uma vantagem em termos de recursos humanos maior do que a que a União tinha sobre a Confederação durante a Guerra de Secessão. Mas, na prática, os ingleses nunca conseguiram reunir uma força de combate tão grande e tinham apenas uma ligeira vantagem numérica, se comparada com o Exército Continental rebelde. Isso deveu-se a uma série de fatores, incluindo a necessidade de manter tropas fora da América do Norte, com o propósito de defender e preservar o seu vasto império ultramarino. Conscrição fora da marinha não existia no Reino Unido naquela época, com a infantaria sendo formada em boa parte por voluntários. Do outro lado, os americanos tinham muito mais cidadãos dispostos a lutar, ao contrário dos ingleses, que não tinham intenção de fazer uma longa viagem pelo oceano Atlântico para lutar na América. Uma estimativa diz que, antes de o conflito começar, os rebeldes poderiam mobilizar até 100 mil homens, mas a quantidade de colonos neutros ou lealistas tornaria este número inviável.
Historiadores continuam a debater se as chances de vitória americana sempre foram pequenas ou grandes. O professor John E. Ferling diz que as chances americanas eram tão pequenas que a vitória foi "quase um milagre". Por outro lado, o historiador Joseph Ellis disse que todas as probabilidades estavam do lado dos rebeldes e questionou se os britânicos tinham mesmo realisticamente uma chance de vencer o conflito. Os britânicos tiveram chances claras de triunfar, como no verão de 1776, quando a rebelião estava apenas no começo. O general William Howe e o seu irmão, o almirante Richard Howe, tiveram oportunidades de destruir o exército continental, mas com excesso de cautela acabaram falhando. Para Ellis, as decisões táticas e estratégicas que os Howes tomaram foram fatalmente erradas, pois eles superestimavam a capacidade dos rebeldes. Escritos do exército americano afirmam que, apesar das dificuldades enfrentadas pelos britânicos, eles eram quase insuperáveis. Por diversas vezes, entre 1776 e 1777, os ingleses tiveram a chance de destruir o principal exército rebelde, sob comando de George Washington, que estava em situação inferior, abalado por doenças e privações, mas Howe hesitou demais. Outras chances nítidas vieram em 1780, mas não foram aproveitadas também.

### Patriotas

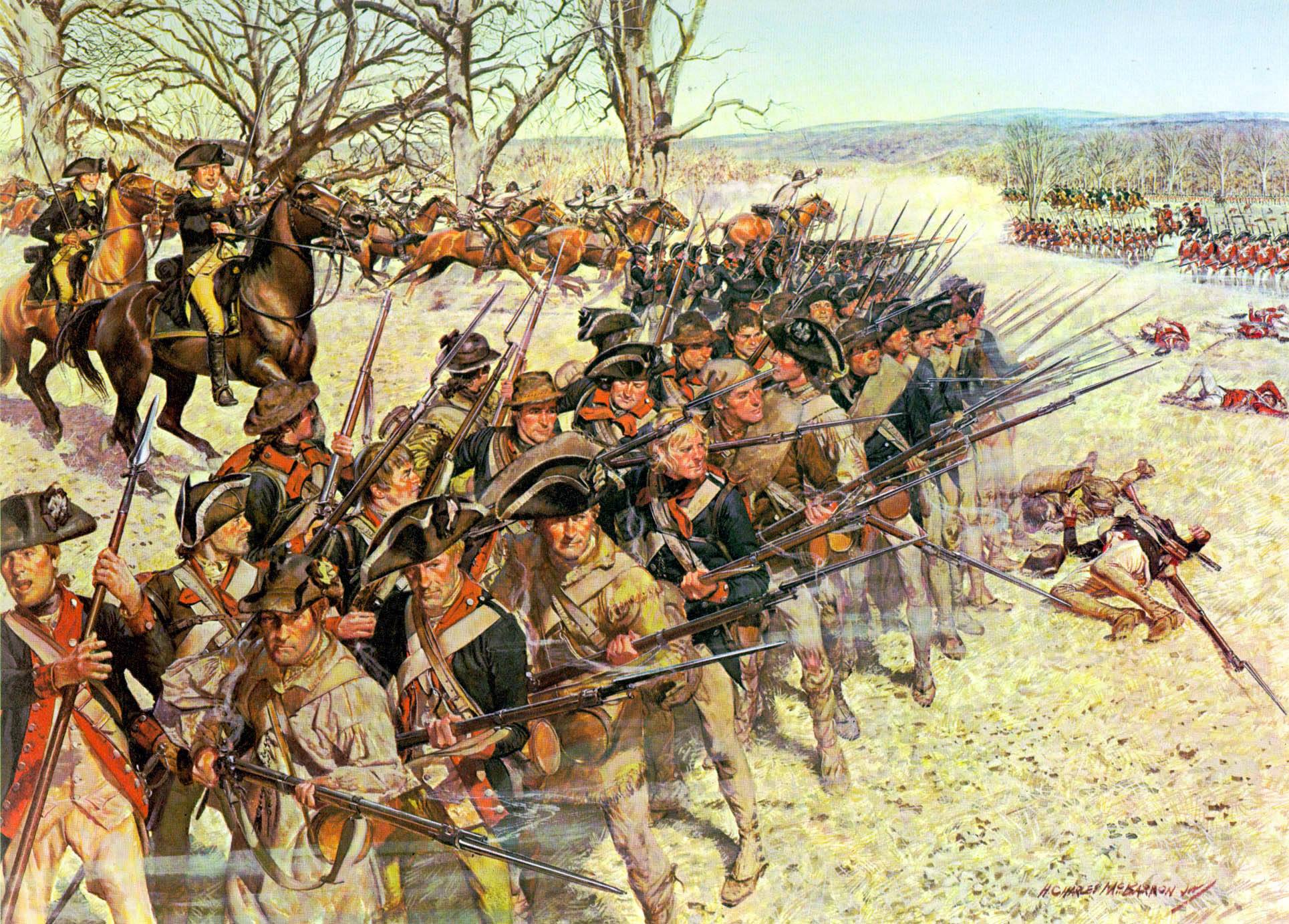
Soldados estadunidenses de Maryland durante a batalha de Guilford, em 1781

Os americanos começaram a guerra com grandes desvantagens, se comparada sua situação com a dos britânicos. Eles não tinham uma estrutura de governo nacional ou um exército ou marinha profissional, nenhum sistema formal de financiamento, nenhum banco, nenhuma linha de crédito e nenhum departamento governamental, como uma tesouraria. O Congresso Continental tentou tomar algumas ações administrativas através de comitês legislativos, algo que se provou ineficiente. Os governos estaduais eram novos também e os líderes não tinham muita experiência em administração. Em tempos de paz, a colônia dependia de viagens oceânicas e transportes, mas agora as rotas estavam fechadas devido ao bloqueio naval britânico e com isso os americanos tiveram de contar com rotas de suprimentos terrestres, que eram mais lentos.
Contudo, os americanos tinham muitas vantagens também que, no longo prazo, acabaram sobrepujando as dificuldades. Os americanos tinham uma população grande e próspera de 2,8 milhões de pessoas que não dependiam muito de importações, mas preferencialmente da produção interna, como comida e outros bens, enquanto os britânicos precisavam transportar suprimentos que vinham dos cantos mais longínquos do seu império. Territorialmente, as Treze Colônias eram maiores que a Grã-Bretanha e a França. A maioria dos americanos vivia no campo, nas fazendas, distante dos portos e da costa. Os ingleses podiam capturar as cidades portuárias, mas isso não lhes dava qualquer vantagem para o controle do interior. Os rebeldes estavam lutando em casa, tinham um sistema organizacional e de infraestrutura que funcionava bem, além de correios (com linhas internas de comunicação), jornais e companhias de impressão. Eles tinham um sistema local de milícias estaduais de longa data, que tinham experiência na luta contra franceses e índios. Esses combatentes passariam suas experiências aos demais e auxiliaram na formação do exército, quando este foi criado pelo Congresso.
Motivação também era uma vantagem. Os Patriotas (como eram chamados os americanos pró-independência) tinham a vontade de vencer. Mais de 200 mil pessoas lutaram na guerra em prol da liberdade da sua nação (cerca de 25 mil morreram). Os britânicos contavam com maior participação dos lealistas no conflito, mas eles fizeram bem menos do que o esperado. Os ingleses contrataram mercenários alemães para suprir a falta de apoio local.
No começo da guerra, os americanos não tinham um grande aliado internacional. Porém vitórias como em Bennington e em Saratoga, e até mesmo após derrotas como em Germantown, foram decisivas em chamar atenção e conquistar apoio das potências rivais da Inglaterra na Europa, como a França e a Espanha, que passaram do apoio clandestino aos americanos com suprimentos, para auxílio direto e aberto, dando armas, mantimentos e até contribuindo com tropas. Isso deu um caráter mais global ao conflito, algo que o Reino Unido temia.
O novo Exército Continental sofria com a falta de treinamento de suas tropas, além de seus oficiais e sargentos serem majoritariamente inexperientes. Essas desvantagens eram parcialmente compensadas pela vasta experiência dos oficiais de alta patente. Homens como George Washington, Horatio Gates, Charles Lee, Richard Montgomery e Francis Marion tinham experiência militar lutando ao lado do exército britânico durante a Guerra Franco-Indígena. Os americanos resolveram o problema da falta de preparo graças à ajuda de homens como o general prussiano Friedrich Wilhelm von Steuben. Ele ensinou ao exército continental o valor da disciplina, noções de tática, preparo físico e estratégia. Ele escreveu o livro Revolutionary War Drill Manual, que se tornou a base da doutrina de treinamento do exército americano, sendo usado até hoje. Quando o novo exército emergiu, na primavera de 1778, sua qualidade era agora similar à do britânico em batalha e eles provaram isso em Monmouth, quando resistiram aos impetuosos ataques ingleses.

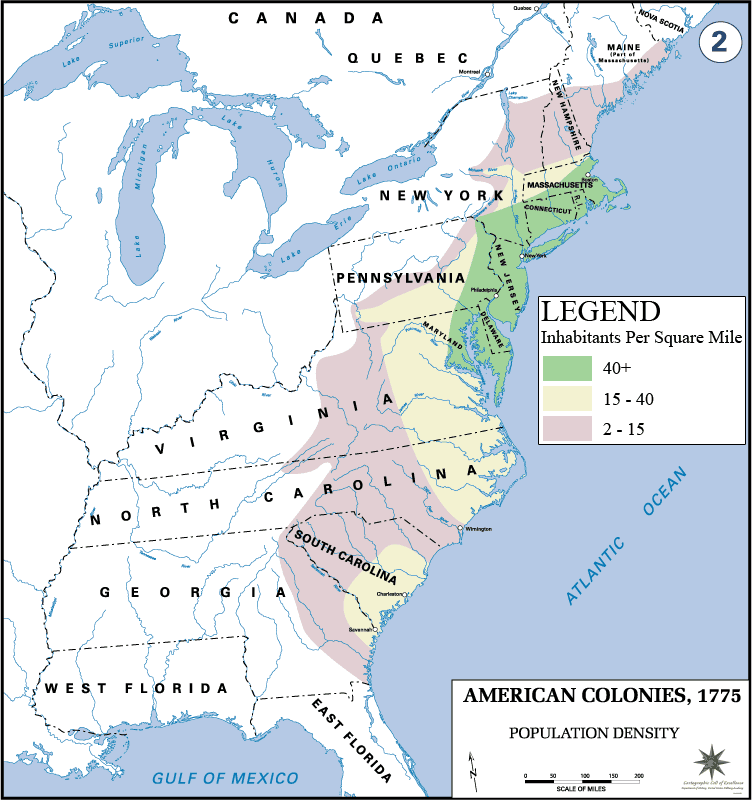
A densidade populacional das Colônias Americanas em 1775

Quando a guerra começou, as treze colônias americanas não tinham um exército ou marinha profissionais. Cada colônia financiava sua própria milícia. Os milicianos tinham armamentos leves, pouco treinamento e não tinham uniformes. Eles serviam por apenas algumas semanas ou meses, relutavam em viajar para longe das suas regiões de origem e eram incapazes de realizar operações extensas. Contudo, se fossem usados corretamente, eles podiam ser importantes lutando ao lado do exército continental para tentar sobrepujar os britânicos, como nas batalhas de Concord, Bennington, Saratoga e Boston. Ambos os lados usaram partisans, mas os americanos pró-independência conseguiam suprimir com eficiência as atividades dos lealistas, quando o exército inglês não estava por perto.
Buscando maior coordenação nos esforços militares, o Primeiro Congresso Continental estabeleceu um exército regular em 14 de junho de 1775 e apontou George Washington como seu comandante-em-chefe. O desenvolvimento deste exército foi sempre um trabalho em andamento e Washington usava tanto suas tropas regulares quanto as milícias estaduais no esforço de guerra.
O Corpo de Fuzileiros Navais dos Estados Unidos teve sua origem na formação dos Fuzileiros Continentais (Continental Marines) durante a guerra, formado por ordem do Congresso em 10 de novembro de 1775. No começo de 1776, o exército de Washington chegou a ter 20 mil homens, sendo dois terços compostos por regulares e o resto formado por milícias. Ao fim da Revolução Americana, em 1783, tanto a Marinha Continental quanto os fuzileiros foram dispensados. Cerca de 250 mil homens serviram ou como soldados no exército regular ou nas milícias pela causa revolucionária durante os oito anos de guerra, mas em termos de pessoal ativo o número nunca excedeu 90 mil homens servindo simultaneamente.
Naquele período, os exércitos regulares europeus eram pequenos. O tamanho pequeno era atribuído a problemas de logística e abastecimento de materiais importantes, como pólvora. Os americanos sofriam com os mesmos problemas. Também era difícil para a Grã-Bretanha transportar suas tropas pelo Atlântico e ela dependia de linhas de suprimentos locais, que eram constantemente atacadas por guerrilheiros americanos. Em comparação, Frederico o Grande, um dos maiores líderes militares do seu tempo, podia comandar de 23 mil a 50 mil soldados em batalha por vez. Estes números eram comuns nas batalhas travadas no século XIX.

### Lealistas
Historiadores estimam que entre 40% e 45% da população das colônias apoiou a rebelião, enquanto 15% a 20% permaneceram leais à Coroa Britânica. O resto tentou permanecer neutro.
Pelo menos 25 mil lealistas lutaram ao lado dos britânicos. Milhares serviram na marinha real. Em terra, os lealistas combateram ao lado do exército inglês na maioria das batalhas travadas na América do Norte. Muitos lealistas também lutaram como partisans, especialmente no sul.
Os militares britânicos sofriam com diversas dificuldades ao tentar utilizar as facções lealistas. O historiador inglês Jeremy Black escreveu: "na Guerra Americana [...] estava claro que os lealistas precisavam muito da presença britânica". No sul, o uso de lealistas trouxe problemas estratégicos para os britânicos já que, embora necessários, os ingleses acabavam sendo forçados a se dispersar muito para ajudar a proteger áreas lealistas. Além disso, os britânicos também tinham que se assegurar que suas ações militares não iriam ofender a opinião pública lealista, tentando não se passar como uma força de ocupação, evitando destruição de propriedades ou abuso de colonos.

### Britânicos

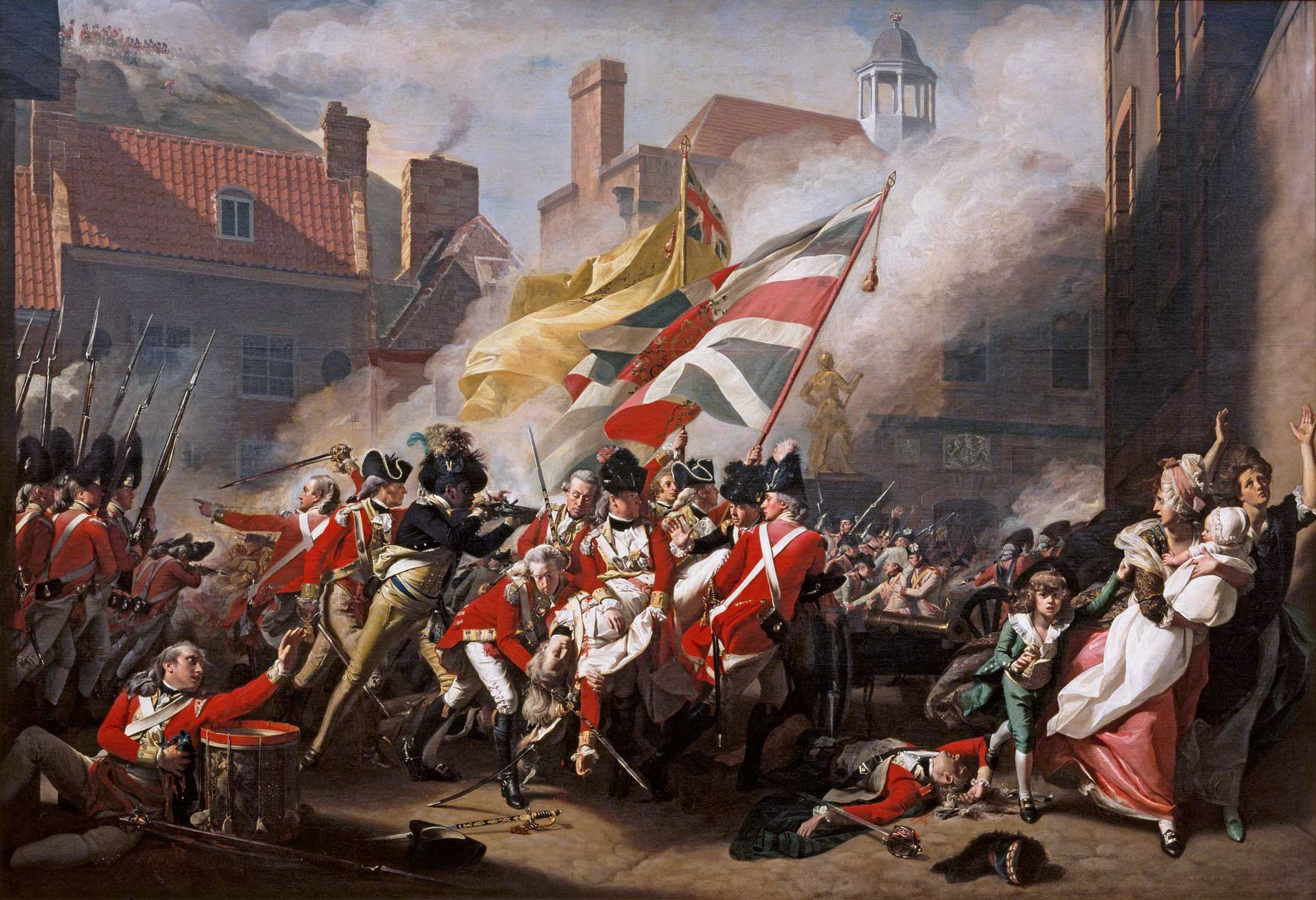
A Morte do Major Peirson, em 1781, durante a batalha de Jérsei

A Grã-Bretanha entrou na guerra com confiança. Os britânicos tinham uma das marinhas mais poderosas do mundo, um exército profissional bem treinado, um sólido sistema financeiro que podia suprir os gastos, um governo estável e liderança experiente. Contudo, eles foram assolados por vários desafios. Comparado com os americanos, os britânicos não tinham nenhum grande aliado. O único reforço estrangeiro foram soldados mercenários vindos da Alemanha. O contingente inglês na América do Norte também era pequeno. No início do conflito, o exército britânico tinha 48 mil soldados espalhados pelo vasto Império Britânico e sofria com o baixo recrutamento. Em 1778, as forças armadas ofereciam perdão a prisioneiros em troca de serviço militar e haviam estendido a idade para servir, ficando dos 16 a 50 anos. Apesar de os oficiais e suboficiais serem capacitados e experientes, esse profissionalismo era comprometido por indivíduos ricos de famílias aristocráticas, sem vocação militar, que compravam patentes e promoções de carreira. Como consequência, oficiais inexperientes acabavam subindo para cargos de chefia sem qualificação.
A distância também era um grande problema. Apesar de a marinha britânica ser a maior e mais experiente do mundo na época, levava meses para transportar tropas da Grã-Bretanha para a América do Norte e ordens que vinham de Londres chegavam na frente de batalha atrasadas e desatualizadas, pois a situação militar no solo mudava rapidamente. Além disso, os britânicos tinham problemas logísticos quando operavam longe da costa; suas rotas de suprimento eram constantemente atacadas por guerrilheiros americanos. Os equipamentos de algumas tropas também não eram adequados. Apesar de a disciplina ser rígida no exército, os casacas vermelhas (como o soldado inglês era chamado) tinham pouca autodisciplina; jogos de azar, saques, promiscuidade e bebedeiras eram problemas comuns entre todas as patentes. As tropas sofriam com uma logística ruim, a comida não era boa e o vasto território da América fazia com que fosse difícil conseguir mais suprimentos.

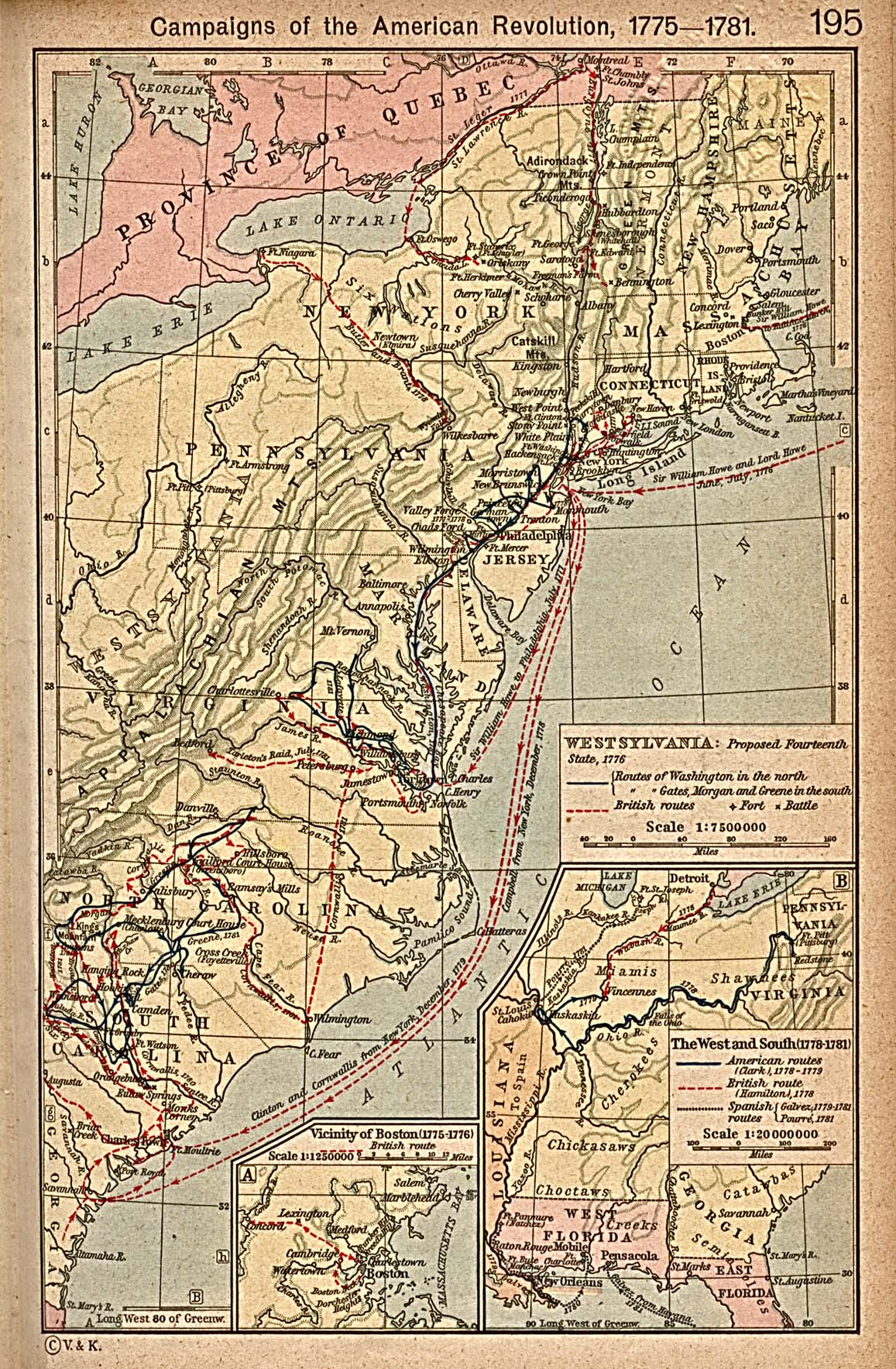
Mapa das campanhas da Guerra Revolucionária

Reprimir uma rebelião na América trouxe vários problemas. No começo do conflito, os britânicos tinham oito mil soldados na América do Norte que tinham que guarnecer uma área enorme, que ia do norte do Canadá até o sul da Flórida, correndo por cerca de 3 200 km no total. Como as colônias não eram tão unificadas, não havia uma área central de importância estratégica primordial. Nas guerras na Europa, a conquista da capital do inimigo normalmente significava o fim do conflito; Contudo, na América, mesmo quando os britânicos conquistaram grandes cidades como Nova Iorque, Filadélfia ou Boston — e mais tarde Washington D.C. na Guerra de 1812, treze anos depois — a luta prosseguiu a todo o vapor. Além disso, apesar do fato de que no auge o exército britânico podia colocar em campo 56 mil soldados nas colônias, excluindo mercenários, eles não tinham número o suficiente para sobrepujar o exército americano e simultaneamente ocupar territórios. Não era incomum os americanos sofrerem uma série de derrotas e mesmo assim os ingleses terem que recuar, pois eles não conseguiam ocupar a área conquistada. Apesar de muito apoio por parte dos lealistas, estes eram sempre dispersados pelas milícias patriotas. As tropas compostas por lealistas nunca conseguiam se manter de pé sem ajuda direta dos britânicos. A falta de pessoal se tornou mais crítica com a entrada na guerra da França, Espanha e Holanda ao lado dos americanos. Agora os ingleses teriam que lutar também em outros continentes, tendo assim que espalhar suas forças ainda mais.
Os britânicos também tiveram que lidar com vários fatores psicológicos durante o conflito. A necessidade de manter os lealistas felizes trouxe problemas, pois isso impedia que os ingleses usassem de métodos duros para enfraquecer a rebelião, da forma como haviam feito na Irlanda e Escócia. Os lealistas vinham das mesmas comunidades dos patriotas e, como resultado, táticas duras como incendiar casas e plantações não podiam ser empregadas, por medo de alienar a base de apoio da Inglaterra nas colônias. Apesar destas limitações, cidadãos neutros, com o passar do tempo, passaram a apoiar os revolucionários devido a alguns abusos cometidos por tropas britânicas, como o conflito nas Carolinas, marcada por brutalidades em ambos os lados. Como resultado da falta de pessoal e do controle do interior por parte dos rebeldes (era nas zonas rurais que a maioria da população vivia), os britânicos não conseguiam ficar perseguindo os milicianos e soldados americanos e ocupar cidades ao mesmo tempo. Isso aconteceu, por exemplo, na Filadélfia e nas Carolinas, onde, apesar das vitórias, os britânicos não conseguiam contabilizar em cima desses sucessos. Uma única vitória americana podia impactar toda uma campanha e colocar em risco uma série de sucessos ingleses, como aconteceu em Trenton, Bennington, em King's Mountain e Germantown, que acabaram dando ânimo à causa revolucionária e persuadindo as potências europeias, como a França e a Espanha, a apoiar a rebelião na América do Norte.
O secretário de guerra inglês, Lorde Barrington, e o general Edward Harvey se opunham a uma guerra aberta no solo. Em 1766, Barrington havia recomendado retirar as tropas britânicas das Treze Colônias e transferi-las para o Canadá, Nova Escócia e Flórida. Quando o conflito começou, ele rogou para que um bloqueio naval fosse lançado imediatamente, o que causaria danos imediatos para a economia americana.
No começo de 1775, o exército britânico consistia em 36 mil homens espalhados pelo mundo, mas com a guerra o recrutamento aumentou esse número. A Grã-Bretanha tinha problemas para apontar oficiais generais para cargos, contudo. O general Thomas Gage, comandante-em-chefe das tropas inglesas na América do Norte quando a rebelião começou, foi criticado por ser muito complacente (talvez influenciado por sua esposa americana). O general Jeffery Amherst se negou a suceder Gage no comando pois não queria tomar partido no conflito. Similarmente, o almirante Augustus Keppel também recusou o comando, afirmando que "Eu não posso erguer minha espada em tal causa". Já Thomas Howard renunciou ao posto de comandante do 22.º Regimento de infantaria quando este foi enviado para a América. Os generais William Howe e John Burgoyne se opuseram no Parlamento à solução militar para resolver o conflito nas colônias. Howe e Henry Clinton afirmaram que discordavam da guerra e que apenas participaram dela porque estavam cumprindo ordens.
Durante o curso da guerra, a Grã-Bretanha assinou vários acordos com diversos Estados alemães, que por sua vez enviaram 30 mil soldados para apoiar os ingleses. No geral, os alemães compuseram cerca de um terço de todas as tropas lutando pela Grã-Bretanha na América do Norte. Os hessianos contribuíram com mais homens do que qualquer outro Estado. Os rebeldes americanos chamavam estes alemães de "mercenários" e eles foram desprezados como tal na Declaração de Independência do país. Em 1779, o número de soldados britânicos e alemães lutando na América do Norte já era superior a 60 mil, mas eles estavam espalhados por uma área de mais de três mil quilômetros, do Canadá até a Flórida.

### Afro-americanos

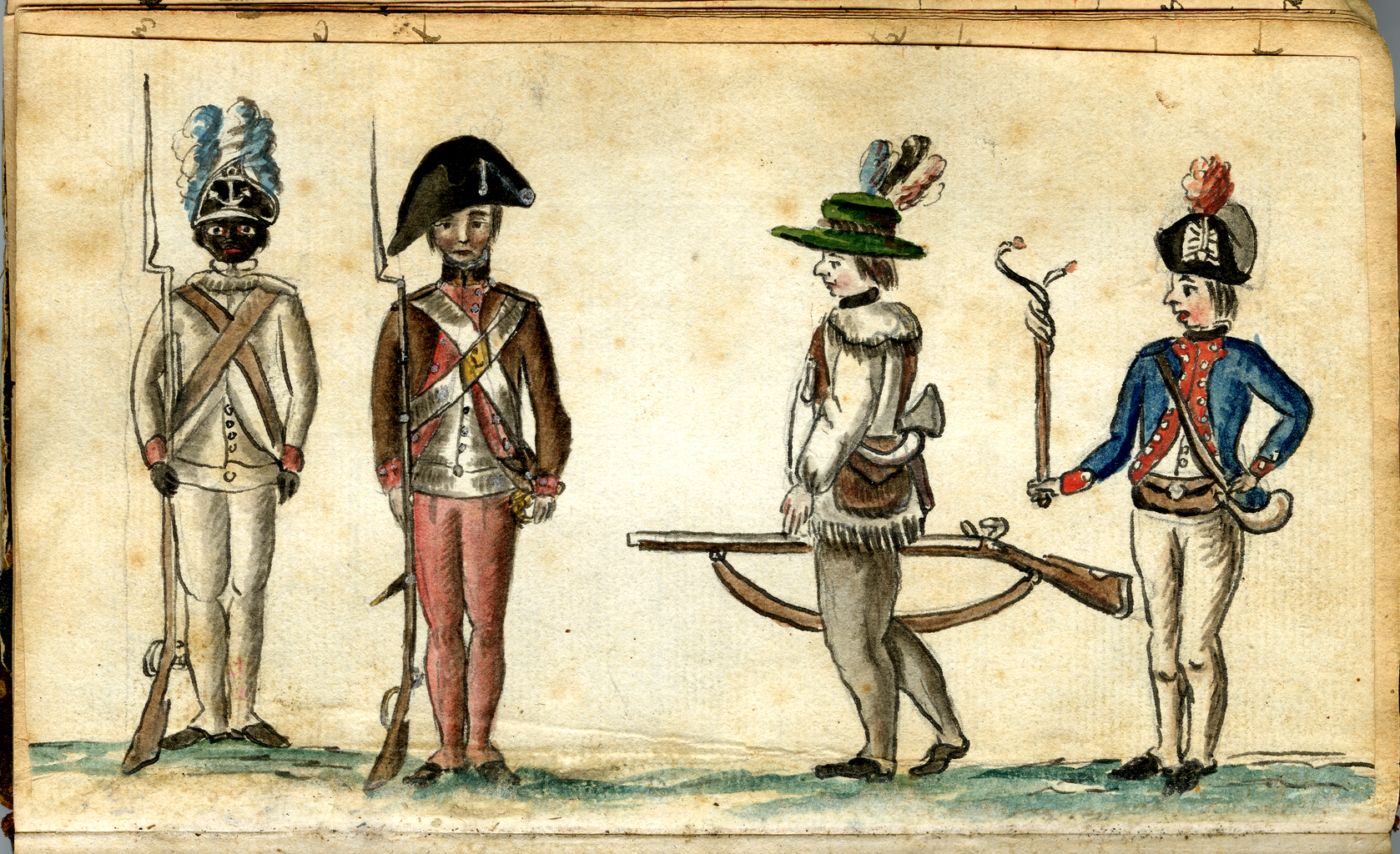
Desenho de 1780 mostrando soldados americanos durante a campanha de Yorktown. Na extrema esquerda da imagem, uma representação de soldados negros de Rhode Island

Afro-americanos — escravos ou livres — serviram em ambos os lados da guerra. Os britânicos recrutavam escravos pertencentes aos colonos e prometeram a eles liberdade, pela declaração feita por John Murray em 1775. Devido à falta de pessoal, George Washington aprovou o recrutamento de negros para o Exército Continental em janeiro de 1776. Unidades formadas apenas por negros foram criadas em Rhode Island e Massachusetts. A maioria destes eram escravos e muitos receberam a promessa de liberdade se servissem. Contudo, vários voltaram à condição de escravidão. Washington chegou a receber cartas de veteranos negros que pediam sua intervenção para libertá-los, mas ele os ignorou. Outra unidade formada apenas por negros veio de Saint-Domingue como parte das forças francesas. No geral, pelo menos cinco mil soldados negros lutaram pela causa da independência dos Estados Unidos.
Milhares de escravos de colonos americanos fugiram durante a guerra e tentaram se juntar aos britânicos. Outros simplesmente se esconderam para evitar a captura. Por exemplo, na Carolina do Sul, perto de 25 mil escravos (30% da população escravizada da região) fugiram, migraram ou morreram devido ao caos da guerra. Isso interrompeu a produção nas plantações durante e após o conflito. Quando os britânicos recuaram de suas posições de Savannah e Charleston, eles também evacuaram dez mil escravos que pertenciam a lealistas. No geral, os ingleses evacuaram quase vinte mil negros até o fim da guerra. Mais de três mil deles foram libertos e muitos se assentaram em lugares como na província da Nova Escócia, no Canadá; outros negros foram vendidos como escravos nas Índias Ocidentais.

### Nativos americanos
A maioria dos povos nativos americanos indígenas a leste do rio Mississippi foram afetados pela guerra e muitas comunidades se dividiram a respeito de como responder a estes eventos. Apesar de algumas tribos indígenas estarem em bons termos com os colonos americanos, muitos nativos se opuseram aos Estados Unidos, principalmente por causa da ameaça destes ao seu território. Aproximadamente treze mil índios lutaram ao lado dos britânicos, sendo que a maioria vinha de tribos iroqueses. A poderosa Confederação Iroquesa foi destruída como resultado do conflito, apesar de sua liderança não ter tomado parte no conflito. Ainda assim, os senecas, os onondagas e os cayugas lutaram pelos britânicos. Membros das tribos Mohawk lutaram por ambos os lados. Muitos tuscaroras e oneidas preferiram ficar do lado dos colonos. O Exército Continental americano chegou a mandar uma expedição armada para a região de Nova Iorque para enfraquecer as tribos iroqueses que haviam se aliado aos ingleses. Tanto durante como depois do conflito, tensões entre os líderes Mohawk, Joseph Louis Cook e Joseph Brant, que se aliaram aos britânicos e americanos, respectivamente, aumentou a divisão ainda mais entre os líderes tribais.

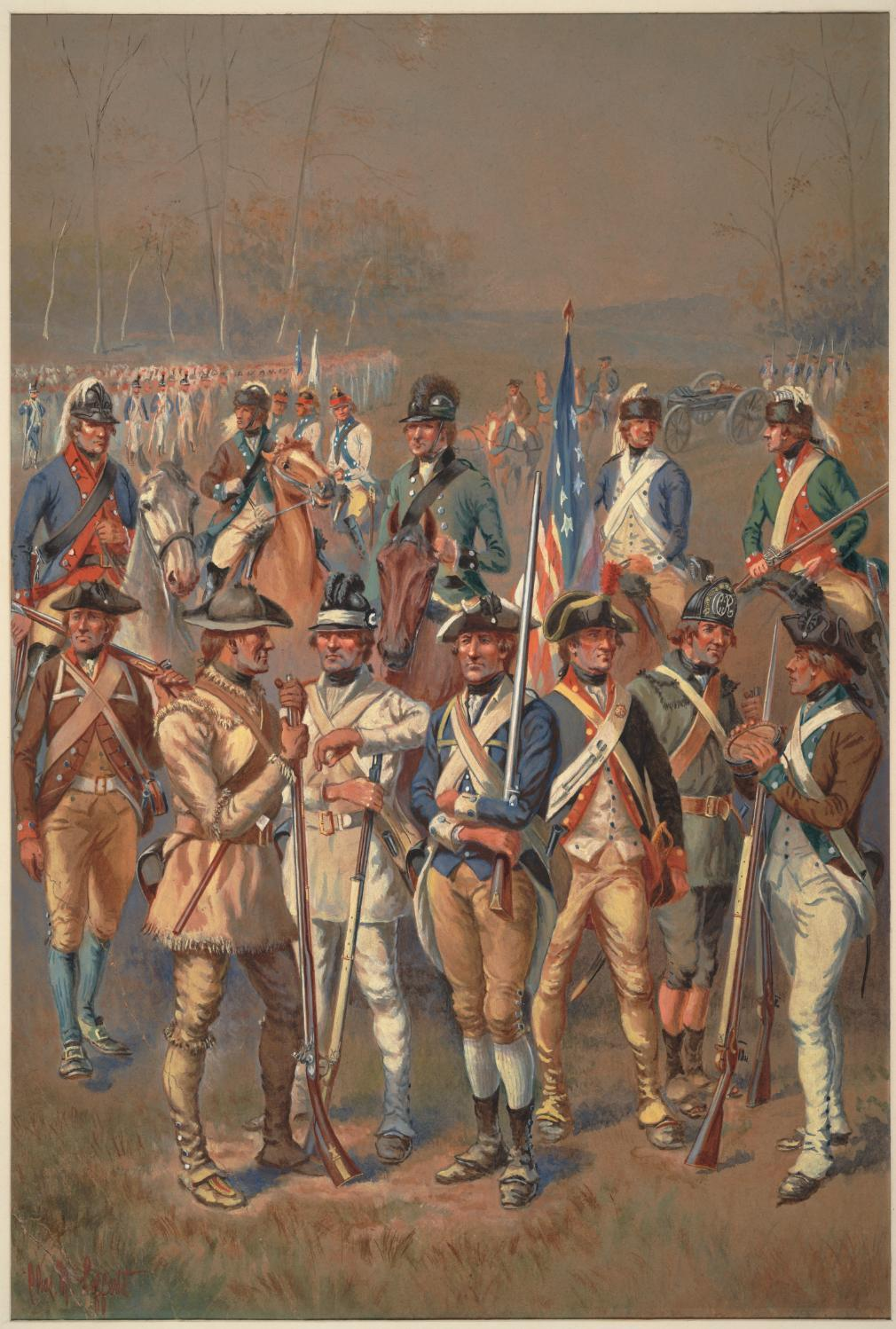
Uma pintura antiga mostrando uma variedade de soldados do Exército Continental

As tribos creek e seminoles se aliaram aos britânicos e lutaram contra os americanos na Geórgia e na Carolina do Sul. Em 1778, uma força de oitocentos creeks destruiu assentamentos americanos nas margens do rio Broad, na Geórgia. Os guerreiros creeks se juntaram ao lealista Thomas Brown em seus ataques pela Carolina do Sul e ainda apoiaram os ingleses no Cerco de Savannah. Muitos índios nativos americanos também se envolveram no conflito entre a Grã-Bretanha e a Espanha na costa do golfo dos Estados Unidos e além do rio Mississippi — a maioria destes lutaram com os ingleses. Milhares de creeks, chickasaws e choctaws lutaram nas batalhas de Charlotte, Mobile e Pensacola.

### Raça e classe
A historiadora Cassadra Pybus (2005) estimou que vinte mil escravos passaram para o lado dos britânicos, dos quais oito mil morreram de doenças, foram feridos ou recapturados pelos americanos. Os outros doze mil fugiram do país e buscaram refúgio no Canadá, Caribe ou até Londres. Alguns até foram reescravizados e mandados para as Índias Ocidentais britânicas.
William Baller (2006) examinou dinâmicas familiares e a mobilização pela Revolução na região central de Massachusetts. Ele reportou que a guerra e a cultura de fazendeiros eram incompatíveis. Milicianos americanos vivendo e trabalhando em fazendas não se prepararam para operar máquinas de guerra, marchas ou o rigor da vida nos quartéis. Um individualismo inflexível entrou em conflito com a disciplina militar e com a regimentação. A ordem de nascimento dos homens na maioria das vezes influenciava em seu recrutamento militar, enquanto jovens iam para a guerra e os mais velhos ficavam nas fazendas. As responsabilidades familiares de uma pessoa e o prevalente patriarquismo poderia impedir a mobilização. Deveres com a colheita e emergências familiares forçavam homens a voltar para casa, independente se eram liberados ou não. Alguns parentes podiam também ser lealistas, o que criava tensões dentro das famílias. Como um todo, historiadores concluem que os efeitos da Revolução no patriarquismo e padrões de herança favoreceram o igualitarismo.
O autor Michael A. McDonnell (2006) fala sobre grandes complicações na mobilização de tropas na Virgínia por causa do conflito de interesses das distintas classes sociais, o que tendeu a dividir o compromisso com a causa patriota. A Assembleia do estado tentava balancear as exigências da elite rica de fazendeiros (que possuíam muitos escravos), os pequenos proprietários rurais (com alguns que também possuíam escravos) e os sem-terra, além de outros grupos. A Assembleia adiou alistamentos, impostos, serviço militar e conscrições para aliviar as tensões. O conflito de classes não resolvido, contudo, fez das leis menos eficientes. Havia mais protestos violentos, casos de evasões fiscais e muitas deserções, tornando a contribuição da Virgínia para a guerra ter sido bem pequena. Com a invasão britânica do estado em 1781, a Virgínia, que estava atolada em divisões de classe, tentou convocar tropas e implorou por auxílio. No fim deste ano boa parte das tropas inglesas na região já havia se rendido ou se retirado.

## Custo da guerra

### Perdas em vidas

#### Americanos e seus aliados

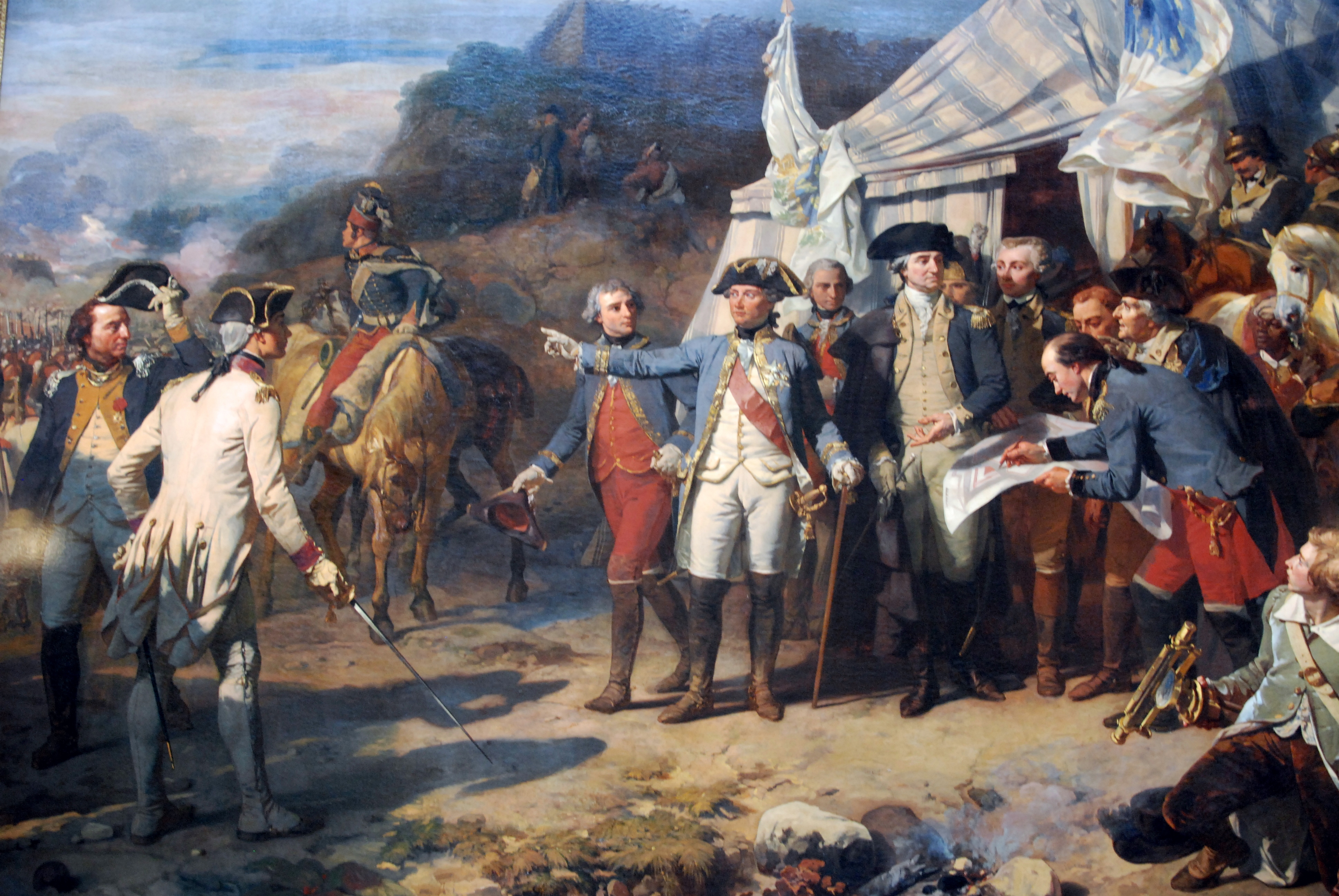
Washington e Comte de Rochambeau em Yorktown, 1781

O número total de mortos no conflito ainda é incerto. Como era comum em conflitos naquela época, doenças acabaram matando mais do que combates de fato. Entre 1775 e 1782, uma epidemia de varíola varreu a América do Norte, matando 130 000 pessoas durante o período da guerra. O historiador Joseph Ellis sugeriu que a decisão de Washington de inocular suas tropas contra a varíola foi uma das suas decisões mais importantes na guerra, pois salvou a vida de milhares de soldados.
Pelo menos 25 mil combatentes americanos morreram durante a guerra. Cerca de 6 800 destes morreram em batalha, com outros dezessete mil morrendo devido a doenças, incluindo 8 a 12 mil que morreram de fome ou de enfermidades adquiridas em campos de prisioneiros (a maioria destes nos infames navios-prisão ingleses na costa de Nova Iorque). Outras estimativas afirmam que mais de setenta mil americanos morreram, o que se for verdade faz este conflito proporcionalmente mais sangrento do que a Guerra Civil Americana. A incerteza quanto ao real número de fatalidades vem da taxa de mortes por causa de doenças, que foi bem alta, sendo pelo menos dez mil apenas em 1776. O número de militares americanos seriamente feridos ou incapacitados varia de 8,5 a 25 mil. Proporcionalmente ao número de habitantes no país na época, a guerra revolucionária foi o segundo conflito mais sangrento da história militar da nação, à frente da Segunda Guerra Mundial e atrás da Guerra Civil.

#### Britânicos e seus aliados
Em 1784, um tenente inglês compilou uma lista com 205 oficiais britânicos mortos em ação durante a guerra, incluindo mortes na Europa, no Caribe e nas Índias Ocidentais. Uma extrapolação feita a partir dessa lista afirma que o total de fatalidades sofridas pelo exército britânico chegou a quatro mil homens. Uma tabela de 1781 afirma que o total de britânicos mortos na América do Norte (de 1775 a 1779) foi de 6 046 soldados e mais 3 326 nas Índias Ocidentais (de 1778 a 1780). Aproximadamente 1 800 alemães foram mortos lutando ao lado dos ingleses, com outros quase seis mil morrendo de outras causas (principalmente doenças). Os britânicos em 1783 listaram 43 633 mortos, feridos, doentes ou desaparecidos "em serviço pelo seu país" (o que pode incluir perdas em outras regiões além deste conflito).
Cerca de 171 mil marinheiros serviram na marinha britânica; pelo menos um quarto destes foram alistados à força. Cerca de 1 240 morreram em combate, com outros 18 500 morrendo de doenças (entre 1776 e 1780). O maior causador de mortes na marinha foi o escorbuto. Esta doença começaria a ser erradicada apenas na década de 1790, graças aos esforços do médico Gilbert Blane. Cerca de 42 mil marinheiros britânicos desertaram durante a guerra.

### Custo financeiro
Os britânicos gastaram pelo menos 96 milhões de libras e terminaram com uma dívida pública de 439 milhões, que foi financiada a 8,5 milhões por ano em juros. Os franceses gastaram 1,3 bilhão de livres (cerca de 56 milhões de libras). Sua dívida pública nacional subiu para mais de 187 milhões; mais da metade da renda do Estado foi destinada a pagar a dívida durante toda a década de 1780. A crise fiscal e a recessão econômica resultante dos gastos neste conflito impulsionaram o descontentamento popular com a monarquia francesa, impelindo uma Revolução (1789-1799) que derrubou o velho regime e instaurou uma República no país.
Os Estados Unidos gastaram 37 milhões de dólares (valores da época), adicionando 114 milhões na dívida dos estados. Esses gastos foram cobertos por diversos empréstimos feitos pela França e pela Holanda, além de contribuições da sociedade civil americana e a impressão de muito papel-moeda (o que gerou inflação e desvalorização da moeda). Os problemas financeiros trazidos por esta guerra foram sanados em meados da década de 1790, quando o Secretário do Tesouro, Alexander Hamilton, conseguiu aprovar uma legislação que dizia que o governo nacional assumiria as dívidas dos estados, além de criar o primeiro banco nacional e um sistema de financiamento baseado em tarifas e títulos para pagar a dívida externa.

## Legado

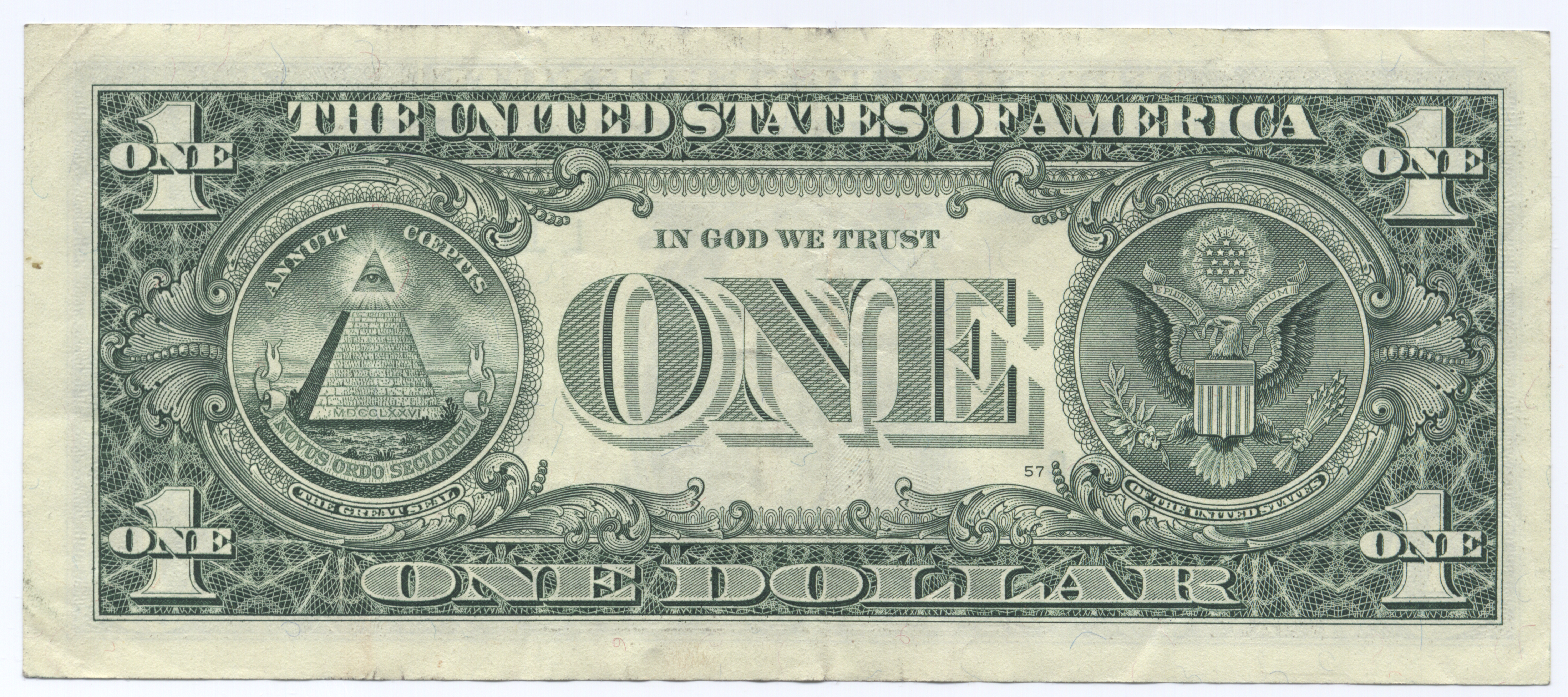
O lema dos Estados Unidos, Novus Ordo Seclorum ("Uma Nova Era Agora Começa")

A Revolução Americana estabeleceu os Estados Unidos com suas inúmeras liberdades civis e deu o exemplo para derrubar tanto a monarquia quanto os governos coloniais. Os Estados Unidos têm a constituição escrita mais antiga do mundo e as constituições de outros países livres costumam ter uma semelhança notável com a Constituição americana - muitas vezes palavra por palavra em alguns lugares, inspirando as revoluções francesa, haitiana, latino-americana e outras na era moderna.
Embora a Revolução tenha eliminado muitas formas de desigualdade, pouco fez para mudar o status das mulheres, apesar do papel que desempenharam na conquista da independência. Mais significativamente, não conseguiu acabar com a escravidão, que continuou a ser uma questão social e política séria e causou divisões que acabariam em uma guerra civil. Enquanto muitos se preocupavam com a contradição de exigir liberdade para alguns, mas negá-la a outros, a dependência dos estados do sul do trabalho escravo tornava a abolição um desafio muito grande. Entre 1774 e 1780, muitos dos estados proibiram a importação de escravos, mas a própria instituição continuou.
Em 1782, a Virgínia aprovou uma lei que permitia a alforria e, nos oito anos seguintes, mais de 10 000 escravos foram libertados. Com apoio de Benjamin Franklin, em 1790, os Quakers pediram ao Congresso para abolir a escravidão; o número de movimentos abolicionistas, com o tempo, aumentou muito e em 1804 todos os estados do norte haviam abolido a escravatura por força de lei. Porém, mesmo muitos como John Adams, que viam a escravidão como um "contágio infame", se opuseram à petição de 1790 como uma ameaça à União. Em 1808, Jefferson passou uma legislação banindo a importação de escravos, mas o comércio negreiro doméstico permaneceu, baseado na ideia de que o governo federal não tinha o direito de regulamentar a política interna dos estados individualmente.